# Soyuz
Soyuz (en ruso: Союз, literalmente ‘unión’) es el nombre tanto de una nave espacial como del cohete portador que la coloca en órbita, también utilizado para otras misiones.

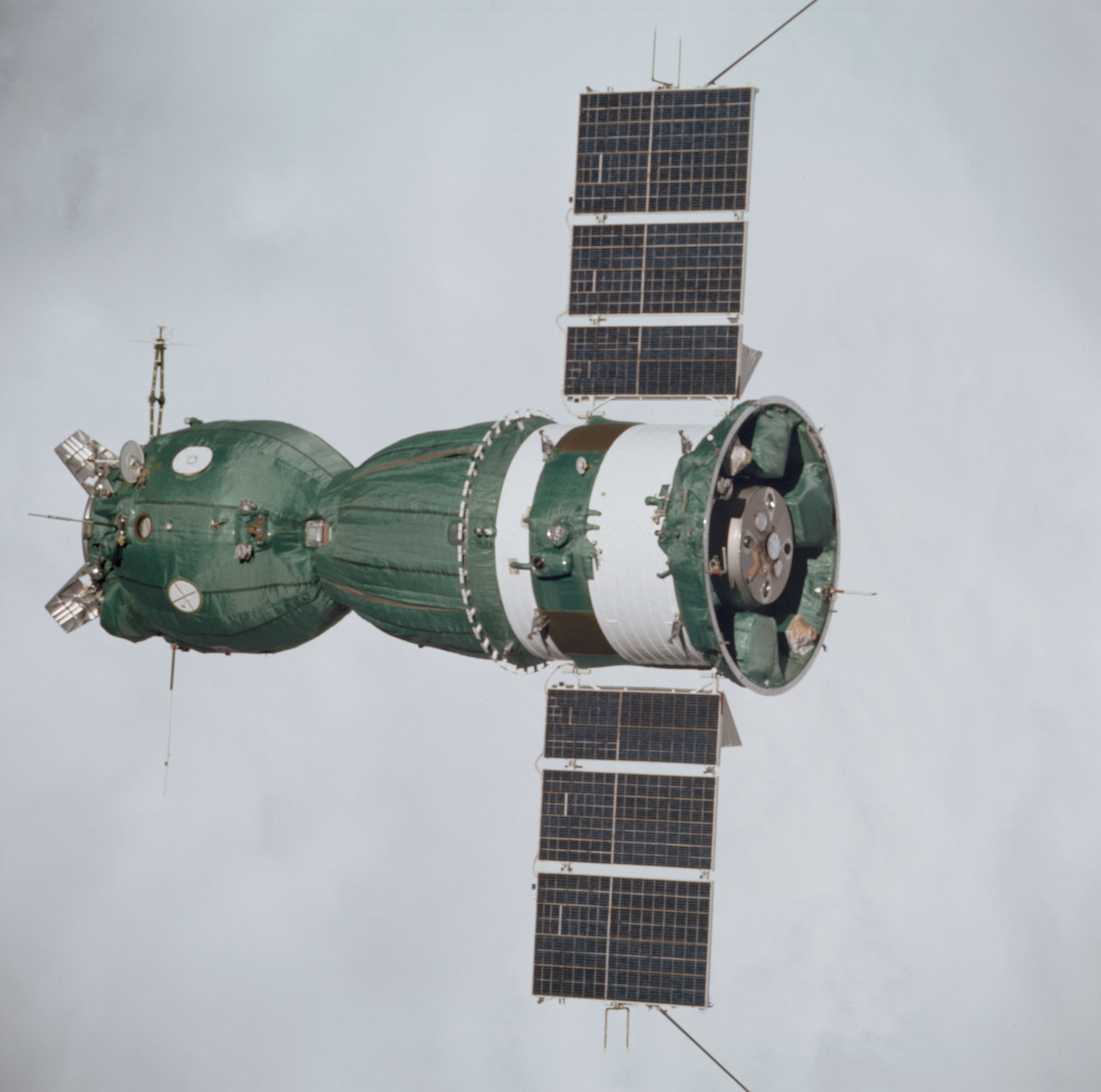
La Soyuz 19 en órbita vista desde el Apolo ASTP

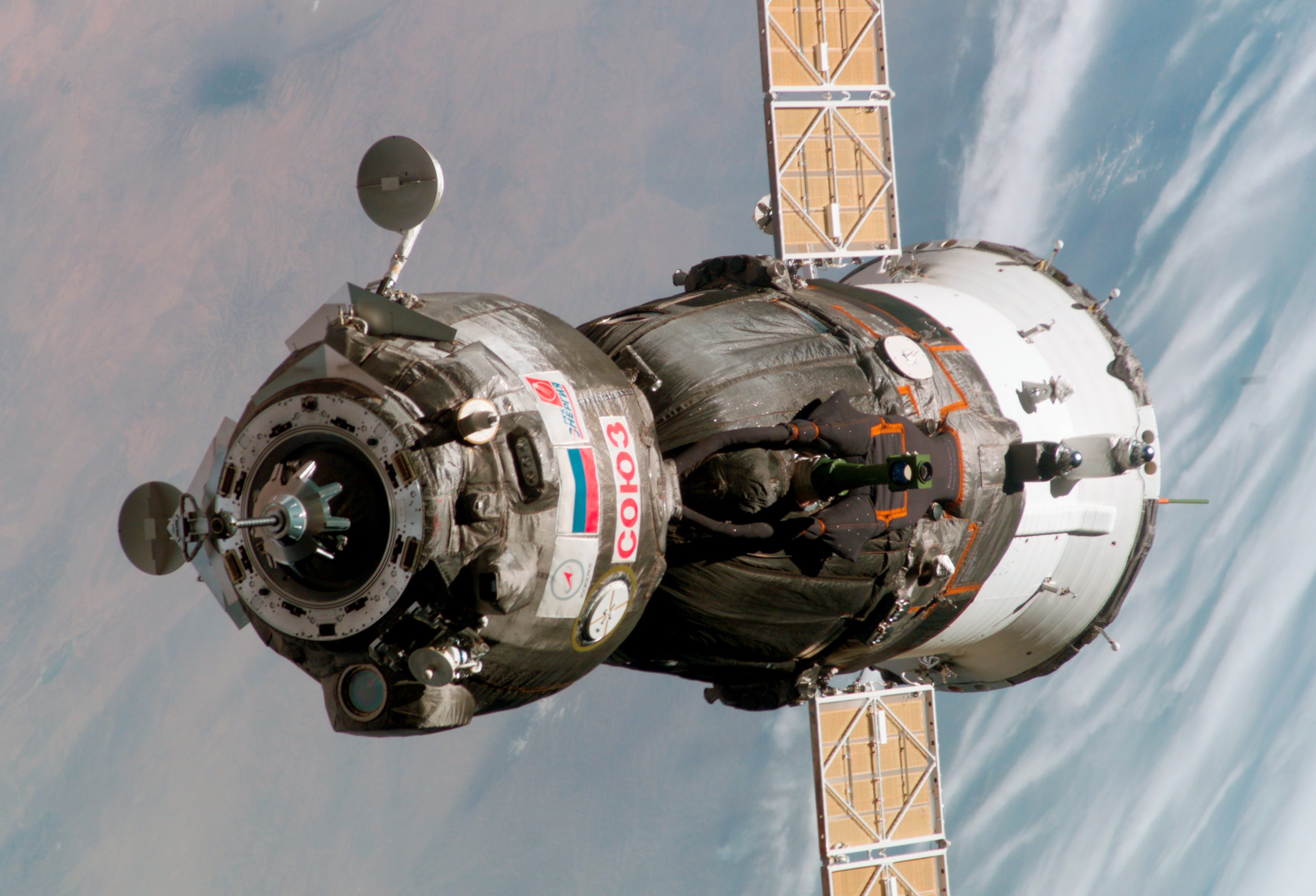
La Soyuz TMA-6 aproximándose a la Estación Espacial Internacional en 2005

La nave espacial Soyuz es un modelo de nave espacial tripulable que forma parte del programa espacial Soyuz de la antigua Unión Soviética. La nave Soyuz puede llevar una tripulación de hasta tres miembros y es lanzada por el vehículo de lanzamiento Soyuz. Este vehículo de lanzamiento ha sido utilizado para enviar al espacio varias misiones externas al programa Soyuz, incluyendo misiones científicas de la Agencia Espacial Europea (ESA) como la sonda Mars Express en el año 2003.
El programa Soyuz fue creado por Serguéi Koroliov, el diseñador principal del programa espacial soviético durante la carrera espacial. En su primer vuelo tripulado, Soyuz 1 (abril de 1967), la nave se estrelló contra el suelo después de la reentrada, muriendo su único tripulante, Vladímir Komarov. Ha servido para transportar tripulaciones a las estaciones espaciales Salyut, Mir y la Estación Espacial Internacional. La Soyuz fue diseñada también para misiones tripuladas a la Luna en el marco de los programas Zond y N1/L3.
Desde 1980 se usa un modelo perfeccionado llamado Soyuz T y desde 1986 el modelo Soyuz TM, diseñado inicialmente durante la construcción y utilización de la estación espacial Mir. En 2002 fue introducida la variante Soyuz TMA, utilizada por Rusia para transportar astronautas hasta la EEI, sirviendo además como vehículo de emergencia para la estación. En 2010 fue introducida una nueva variante, la Soyuz TMA-M.
La Soyuz ha sido utilizada como base para el diseño de la familia de naves automáticas Progress. En la actualidad la construcción de la nave corre a cargo de la empresa RKK Energiya.
El Cohete Soyuz o R-7, es el más longevo, más adaptable y más exitoso de la historia de la astronáutica, prueba de esto es su índice de confiabilidad del 97,5% en más de 1700 lanzamientos desde su creación.
Los rusos diseñaron el modelo más nuevo el Cohete Soyuz 2, el cual tuvo su primer lanzamiento el 8 de noviembre de 2004, y la puesta en órbita de un satélite el 27 de diciembre de 2006. Existe también una versión llamada Soyuz ST que, durante un tiempo, fue lanzada desde el  puerto espacial europeo de Kourou en la Guayana Francesa.

## Diseño
El diseño básico de la Soyuz ha permanecido inalterado desde los años 1960. El vehículo consiste en tres partes:
- Módulo Orbital (en ruso, бытовой отсек, БО): tiene una forma casi esférica y se encuentra situado en la parte delantera del vehículo. Contiene la mayor parte del equipo necesario para la supervivencia de la tripulación hasta su regreso a la Tierra o acoplamiento a una estación espacial. En la mayor parte de las misiones iba equipado con un sistema de acoplamiento. El módulo orbital es abandonado en el espacio justo antes de la reentrada y se destruye en la atmósfera.

- Cápsula de la Tripulación (en ruso, спускаемый аппарат, СА): es la única parte del vehículo que regresa a la Tierra, por lo que va equipada con un escudo térmico y dos paracaídas, uno primario y otro de emergencia. Tiene forma de campana y en su interior pueden ir hasta tres tripulantes equipados con trajes de presión Sokol (desde la misión Soyuz 11, en 1971). Durante el aterrizaje el escudo térmico se desprende para poder utilizar una serie de retrocohetes de combustible sólido situados en la base de la cápsula que frenan el impacto con el suelo.

- Módulo de Servicio (en ruso, приборно-агрегатный отсек, ПАО): con forma cilíndrica, es la sección donde se encuentran los motores orbitales, los tanques de combustible (ácido nítrico e hidracina) y otros equipamientos. Tras frenar la nave para volver a la Tierra, se separa de la cápsula y es destruido en la atmósfera.

### Características técnicas (Soyuz TMA)
- Masa: 7200 kg
- Longitud: 6,98 m
- Diámetro: 2,2-2,72 m
- Envergadura (con paneles solares): 10,7 m
- Tripulación: 3 personas
- Capacidad de permanencia en el espacio: seis meses (acoplada a una estación espacial) o 14 días de vuelo autónomo

## Soyuz detallado
| - 1 Mecanismo de acoplamiento - 2, 4 Antena radar Kurs de encuentro - 3 Antena de transmisión de televisión - 5 Cámara - 6 Escotilla | - 7 Compartimiento de paracaídas - 8 Periscopio - 9 Portilla - 11 Escudo térmico | - 10, 18 Motores de control de actitud - 12 Sensores de tierra - 13 Sensor solar - 14 Punto de fijación del panel solar - 15 Sensor térmico - 16 Antena Kurs - 17 Propulsión principal - 19 Antena de comunicación - 20 Depósito de combustible - 21 Tanque de oxígeno |

## Historial lanzamiento cápsulas

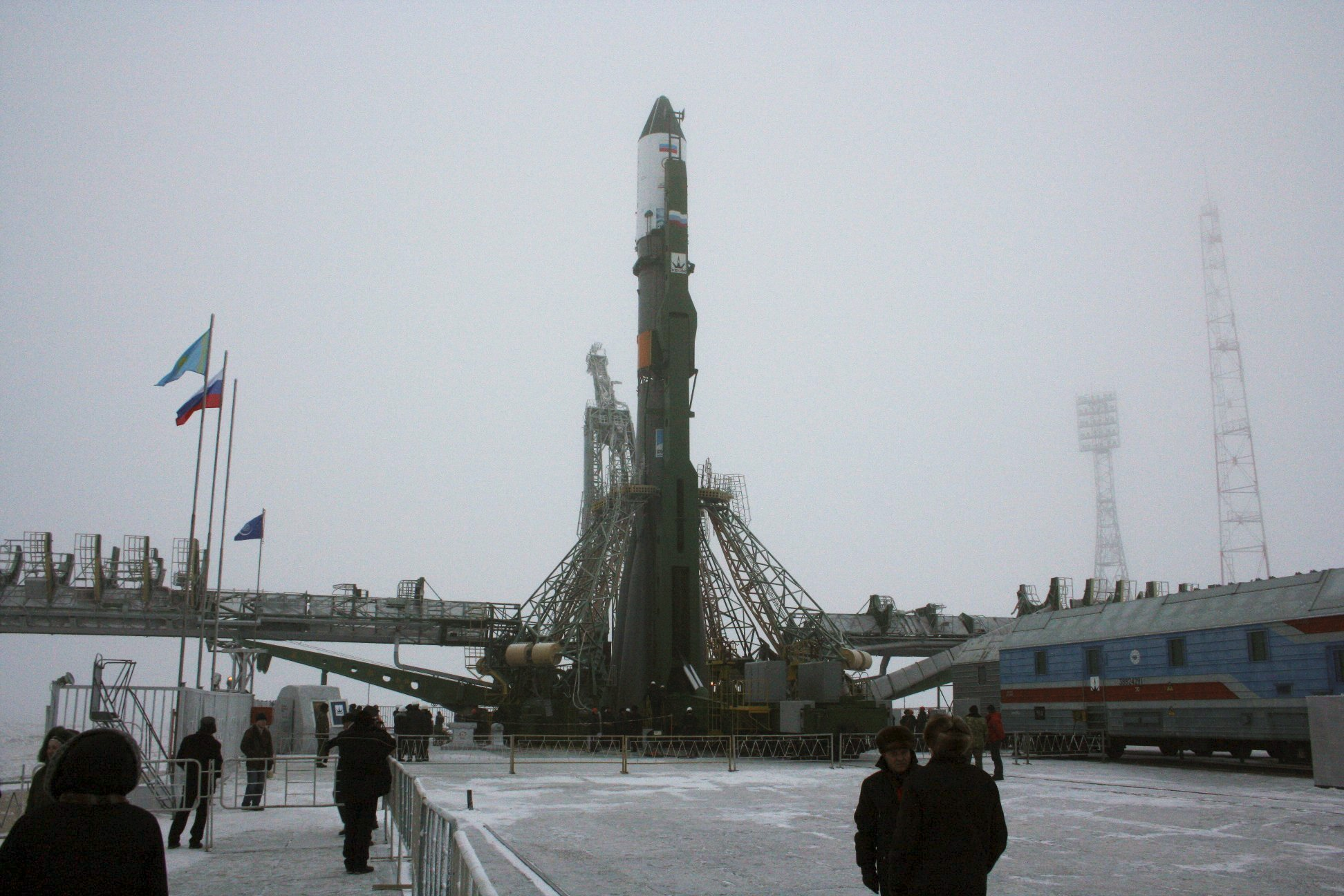
El cohete Soyuz-U desplegado

La nave Soyuz nació producto de las investigaciones de la oficina de diseño liderada por Serguéi Koroliov, la OKB-1, a principios de los años 1960. En un principio el proyecto se llamaba Sever (norte). La Soyuz debía sustituir a la nave Vostok como nave principal del programa espacial soviético tripulado. Se diseñó para que fuese posible usarla en un gran número de misiones distintas, pues aún no se tenía claro la dirección que debía tomar el esfuerzo espacial soviético. Las principales versiones son:

### Soyuz 7K-OK
Soyuz 7K-OK: versión inicial para la órbita terrestre baja destinada a misiones autónomas. Contaba con paneles solares y un sistema de acoplamiento sin túnel de acceso, por lo que la transferencia de personal de una nave a otra debía hacerse mediante un paseo espacial. Todas las misiones Soyuz tripuladas desde 1967 (Soyuz 1) hasta 1970 (Soyuz 9) pertenecían a esta variante. 
| Misión     | Lanzamiento             | Duración            | Reentrada               | Tripulantes lanzamiento                              | Tripulantes aterrizaje                               | Acoplamiento y otras observaciones           |
| ---------- | ----------------------- | ------------------- | ----------------------- | ---------------------------------------------------- | ---------------------------------------------------- | -------------------------------------------- |
| Cosmos 133 | 28 de noviembre de 1966 |                     | 28 de noviembre de 1966 | no tripulada                                         | no tripulada                                         | vuelo libre                                  |
| Cosmos 140 | 7 de febrero de 1967    |                     | 7 de febrero de 1967    | no tripulada                                         | no tripulada                                         | vuelo libre                                  |
| Soyuz 1    | 23 de abril de 1967     | 1 d 2 h 47 m 52 s   | 23 de abril de 1967     | Vladímir Komarov                                     | Vladímir Komarov                                     | vuelo libre, descenso fatal                  |
| Cosmos 186 | 27 de octubre de 1967   |                     | 31 de octubre de 1967   | no tripulada                                         | no tripulada                                         | Cosmos 188                                   |
| Cosmos 188 | 30 de octubre de 1967   |                     | 2 de noviembre de 1967  | no tripulada                                         | no tripulada                                         | Cosmos 186                                   |
| Cosmos 212 | 14 de abril de 1968     |                     | 19 de abril de 1968     | no tripulada                                         | no tripulada                                         | Cosmos 213                                   |
| Cosmos 213 | 15 de abril de 1968     |                     | 20 de abril de 1968     | no tripulada                                         | no tripulada                                         | Cosmos 212                                   |
| Cosmos 238 | 28 de agosto de 1968    |                     | 1 de septiembre de 1968 | no tripulada                                         | no tripulada                                         | vuelo libre                                  |
| Soyuz 2    | 25 de octubre de 1968   |                     | 28 de octubre de 1968   | no tripulada                                         | no tripulada                                         | vuelo libre                                  |
| Soyuz 3    | 26 de octubre de 1968   | 3 d 22 h 50 m 45 s  | 30 de octubre de 1968   | Georgi Beregovoi                                     | Georgi Beregovoi                                     | vuelo libre                                  |
| Soyuz 4    | 14 de enero de 1969     | 2 d 23 h 20 m 47 s  | 17 de enero de 1969     | Vladímir Shatálov                                    | Vladímir Shatálov Aleksei Yeliseyev Yevgueni Jrunov  | Soyuz 5                                      |
| Soyuz 5    | 15 de enero de 1969     | 3 d 0 h 54 m 15 s   | 18 de enero de 1969     | Borís Volinov Aleksei Yeliseyev Yevgueni Jrunov      | Borís Volinov                                        | Soyuz 4                                      |
| Soyuz 6    | 11 de octubre de 1969   | 4 d 22 h 42 m 47 s  | 16 de octubre de 1969   | Georgi Shonin Valeri Kubasov                         | Georgi Shonin Valeri Kubasov                         | Encuentro en órbita con la Soyuz 7 y Soyuz 8 |
| Soyuz 7    | 12 de octubre de 1969   | 4 d 22 h 40 m 23 s  | 17 de octubre de 1969   | Anatoly Filipchenko Vladislav Vólkov Viktor Gorbatko | Anatoly Filipchenko Vladislav Vólkov Viktor Gorbatko | Encuentro en órbita con la Soyuz 6 y Soyuz 8 |
| Soyuz 8    | 13 de octubre de 1969   | 4 d 22 h 50 m 49 s  | 18 de octubre de 1969   | Vladímir Shatálov Aleksei Yeliseyev                  | Vladímir Shatálov Aleksei Yeliseyev                  | Encuentro en órbita con la Soyuz 6 y Soyuz 7 |
| Soyuz 9    | 1 de junio de 1970      | 17 d 16 h 58 m 55 s | 19 de junio de 1970     | Andrián Nikoláyev Vitali Sevastyanov                 | Andrián Nikoláyev Vitali Sevastyanov                 | vuelo libre                                  |

### Soyuz 7K-OKS
Soyuz 7K-OKS: versión para acoplamientos con la estación espacial Salyut 1. Se añadió un sistema de acoplamiento especial dotado de un túnel de acceso al módulo orbital (similar en concepto al sistema de acoplamiento de la astronave Apolo). Tras la muerte de los tres tripulantes de la Soyuz 11 en 1971, debido a la despresurización de la cápsula durante la reentrada, se canceló esta variante.
| Misión   | Lanzamiento         | Duración            | Reentrada           | Tripulantes lanzamiento                                   | Tripulantes aterrizaje                                    | Acoplamiento y otras observaciones   |
| -------- | ------------------- | ------------------- | ------------------- | --------------------------------------------------------- | --------------------------------------------------------- | ------------------------------------ |
| Soyuz 10 | 23 de abril de 1971 | 1 d 23 h 44 m 54 s  | 25 de abril de 1971 | Vladímir Shatálov Aleksei Yeliseyev Nikolai Rukavishnikov | Vladímir Shatálov Aleksei Yeliseyev Nikolai Rukavishnikov | acoplamiento fallido con la Saliut 1 |
| Soyuz 11 | 6 de junio de 1971  | 23 d 18 h 21 m 43 s | 30 de junio de 1971 | Vladislav Vólkov Gueorgui Dobrovolski Viktor Patsayev     | Vladislav Vólkov Gueorgui Dobrovolski Viktor Patsayev     | Saliut 1, descenso fatal             |

### Soyuz 7K-T
Soyuz 7K-T: versión introducida tras la tragedia de la Soyuz 11. Se introdujeron trajes de presión Sokol y en consecuencia se redujo el número de tripulantes a dos. Se eliminaron los paneles solares. Entre 1973 y 1981 se realizaron 31 misiones tripuladas, la mayoría a estaciones espaciales Salyut y Almaz.
| Misión     | Nave    | Lanzamiento              | Duración            | Reentrada                | Tripulantes lanzamiento                        | Tripulantes aterrizaje                         | Acoplamiento y otras observaciones                        |
| ---------- | ------- | ------------------------ | ------------------- | ------------------------ | ---------------------------------------------- | ---------------------------------------------- | --------------------------------------------------------- |
| Cosmos 496 | 7K-T    | 26 de junio de 1972      |                     | 6 de julio de 1972       | no tripulada                                   | no tripulada                                   | vuelo libre                                               |
| Cosmos 573 | 7K-T    | 15 de junio de 1973      |                     | 17 de junio de 1973      | no tripulada                                   | no tripulada                                   | vuelo libre                                               |
| Soyuz 12   | 7K-T    | 27 de septiembre de 1973 | 1 d 23 h 15 m 32 s  | 29 de septiembre de 1973 | Vasili Lazarev Oleg Makarov                    | Vasili Lazarev Oleg Makarov                    | vuelo libre                                               |
| Cosmos 613 | 7K-T    | 30 de noviembre de 1973  |                     | 29 de enero de 1974      | no tripulada                                   | no tripulada                                   | vuelo libre                                               |
| Soyuz 13   | 7K-T    | 18 de diciembre de 1973  | 7 d 20 h 55 m 35 s  | 26 de diciembre de 1973  | Pyotr Klimuk Valentin Lebedev                  | Pyotr Klimuk Valentin Lebedev                  | vuelo libre                                               |
| Cosmos 638 | 7K-TM   | 3 de abril de 1974       |                     | 13 de abril de 1974      | no tripulada                                   | no tripulada                                   | vuelo libre                                               |
| Cosmos 656 | 7K-T/A9 | 27 de mayo de 1974       |                     | 29 de mayo de 1974       | no tripulada                                   | no tripulada                                   | vuelo libre                                               |
| Soyuz 14   | 7K-T/A9 | 3 de julio de 1974       | 15 d 17 h 30 m 28 s | 19 de julio de 1974      | Pavel Popovich Yuri Artyukhin                  | Pavel Popovich Yuri Artyukhin                  | Saliut 3                                                  |
| Cosmos 672 | 7K-TM   | 12 de agosto de 1974     |                     | 18 de agosto de 1974     | no tripulada                                   | no tripulada                                   | vuelo libre                                               |
| Soyuz 15   | 7K-T/A9 | 26 de agosto de 1974     | 2 d 0 h 12 m 11 s   | 27 de agosto de 1974     | Gennadi Sarafanov Lev Diomin                   | Gennadi Sarafanov Lev Diomin                   | Encuentro en órbita con la Saliut 3 (Fallo acople)        |
| Soyuz 16   | 7K-TM   | 2 de diciembre de 1974   | 5 d 22 h 23 m 35 s  | 8 de diciembre de 1974   | Anatoli Filipchenko Nikolai Rukavishnikov      | Anatoli Filipchenko Nikolai Rukavishnikov      | vuelo libre                                               |
| Soyuz 17   | 7K-T    | 11 de enero de 1975      | 29 d 13 h 19 m 45 s | 9 de febrero de 1975     | Alekséi Gúbarev Georgi Grechko                 | Alekséi Gúbarev Georgi Grechko                 | Saliut 4                                                  |
| Soyuz 18a  | 7K-T    | 5 de abril de 1975       | 0 d 0 h 21 m 27 s   |                          | Vasili Lazarev Oleg Makarov                    |                                                | Saliut 4 fallo lanzamiento                                |
| Soyuz 18   | 7K-T    | 24 de mayo de 1975       | 62 d 23 h 20 m 8 s  | 26 de julio de 1975      | Pyotr Klimuk Vitali Sevastyanov                | Pyotr Klimuk Vitali Sevastyanov                | Saliut 4                                                  |
| Soyuz 19   | 7K-TM   | 15 de julio de 1975      | 5 d 22 h 31 m       | 19 de julio de 1975      | Alexei Leonov Valeri Kubasov                   | Alexei Leonov Valeri Kubasov                   | Apolo ASTP                                                |
| Soyuz 20   | 7K-T/A9 | 17 de noviembre de 1975  |                     | 16 de febrero de 1976    | no tripulada                                   | no tripulada                                   | vuelo libre                                               |
| Soyuz 21   | 7K-T/A9 | 6 de julio de 1976       | 49 d 6 h 23 m 32 s  | 24 de agosto de 1976     | Borís Volinov Vitali Zhólobov                  | Borís Volinov Vitali Zhólobov                  | Saliut 5                                                  |
| Soyuz 22   | 7K-MF6  | 15 de septiembre de 1976 | 7 d 21 h 52 m 17 s  | 23 de septiembre de 1976 | Valery Bykovsky Vladimir Aksyonov              | Valery Bykovsky Vladimir Aksyonov              | vuelo libre                                               |
| Soyuz 23   | 7K-T/A9 | 14 de octubre de 1976    | 2 d 0 h 6 m 35 s    | 16 de octubre de 1976    | Vyacheslav Zudov Valeri Rozhdestvensky         | Vyacheslav Zudov Valeri Rozhdestvensky         | Saliut 5 (Fallo acople)                                   |
| Soyuz 24   | 7K-T/A9 | 7 de febrero de 1977     | 17 d 17 h 26 m 0 s  | 25 de febrero de 1977    | Viktor Gorbatko Yuri Glazkov                   | Viktor Gorbatko Yuri Glazkov                   | Saliut 5                                                  |
| Soyuz 25   | 7K-T    | 9 de octubre de 1977     | 2 d 0 h 44 m 45 s   | 11 de octubre de 1977    | Vladimir Kovalyonok Valeri Ryumin              | Vladimir Kovalyonok Valery Ryumin              | Saliut 6 (Fallo acople)                                   |
| Soyuz 26   | 7K-T    | 10 de diciembre de 1977  | 37 d 10 h 6 m 18 s  | 16 de enero de 1978      | Yuri Romanenko Georgi Grechko                  | Vladimir Dzhanibekov Oleg Makarov              | Saliut 6 I EO-1                                           |
| Soyuz 27   | 7K-T    | 10 de enero de 1978      | 64 d 22 h 52 m 47 s | 16 de marzo de 1978      | Vladimir Dzhanibekov Oleg Makarov              | Yuri Romanenko Georgi Grechko                  | Saliut 6 II EP-1                                          |
| Soyuz 28   | 7K-T    | 2 de marzo de 1978       | 7 d 22 h 17 m 0 s   | 10 de marzo de 1978      | Aleksei Gubarev Vladimír Remek                 | Aleksei Gubarev Vladimír Remek                 | Saliut 6 III EP-2, Intercosmos I                          |
| Soyuz 29   | 7K-T    | 15 de junio de 1978      | 79 d 15 h 23 m 0 s  | 3 de septiembre de 1978  | Vladimir Kovalyonok Aleksandr Ivanchenkov      | Valery Bykovsky Sigmund Jähn                   | Saliut 6                                                  |
| Soyuz 30   | 7K-T    | 27 de junio de 1978      | 7 d 22 h 2 m 59 s   | 5 de julio de 1978       | Pyotr Klimuk Mirosław Hermaszewski             | Pyotr Klimuk Mirosław Hermaszewski             | Saliut 6                                                  |
| Soyuz 31   | 7K-T    | 26 de agosto de 1978     | 67 d 20 h 12 m 47 s | 2 de noviembre de 1978   | Valery Bykovsky Sigmund Jähn                   | Vladimir Kovalyonok Aleksandr Ivanchenkov      | Saliut 6                                                  |
| Soyuz 32   | 7K-T    | 25 de febrero de 1979    | 108 d 4 h 24 m 37 s | 13 de junio de 1979      | Vladimir Lyakhov Valeri Ryumin                 | no tripulada                                   | Saliut 6                                                  |
| Soyuz 33   | 7K-T    | 10 de abril de 1979      | 1 d 23 h 1 m 6 s    | 12 de abril de 1979      | Nikolai Rukavishnikov Georgi Ivanov            | Nikolai Rukavishnikov Georgi Ivanov            | Encuentro en órbita con la Saliut 6, acoplamiento fallido |
| Soyuz 34   | 7K-T    | 6 de junio de 1979       | 73 d 18 h 16 m 45 s | 19 de agosto de 1979     | no tripulada                                   | Vladimir Lyakhov Valeri Ryumin                 | Saliut 6                                                  |
| Soyuz 35   | 7K-T    | 9 de abril de 1980       | 55 d 1 h 28 m 1 s   | 3 de junio de 1980       | Leonid Popov Valeri Ryumin                     | Valeri Kubásov Bertalan Farkas                 | Saliut 6                                                  |
| Soyuz 36   | 7K-T    | 26 de mayo de 1980       | 65 d 20 h 54 m 23 s | 31 de julio de 1980      | Valeri Kubásov Bertalan Farkas                 | Viktor Gorbatko Pham Tuân                      | Saliut 6                                                  |
| Soyuz 37   | 7K-T    | 23 de julio de 1980      | 79 d 15 h 16 m 54 s | 11 de octubre de 1980    | Viktor Gorbatko Pham Tuân                      | Leonid Popov Valeri Ryumin                     | Saliut 6                                                  |
| Soyuz 38   | 7K-T    | 18 de septiembre de 1980 | 7 d 20 h 43 m 24 s  | 26 de septiembre de 1980 | Yuri Romanenko Arnaldo Tamayo                  | Yuri Romanenko Arnaldo Tamayo                  | Saliut 6                                                  |
| Soyuz 39   | 7K-T    | 22 de marzo de 1981      | 7 d 20 h 42 m 3 s   | 30 de marzo de 1981      | Vladimir Dzhanibekov Zhugderdemidiyn Gurragcha | Vladimir Dzhanibekov Zhugderdemidiyn Gurragcha | Saliut 6                                                  |
| Soyuz 40   | 7K-T    | 14 de mayo de 1981       | 7 d 20 h 41 m 52 s  | 22 de mayo de 1981       | Leonid Popov Dumitru Prunariu                  | Leonid Popov Dumitru Prunariu                  | Saliut 6                                                  |

### Soyuz T
Soyuz T (7K-ST): versión modernizada de la Soyuz introducida en 1981. Se rediseñaron casi todos los componentes del vehículo, introduciendo nuevos trajes de presión sokol-KV2 más ligeros que permitieron volver a aumentar la capacidad de la nave a tres tripulantes. Se volvieron a introducir paneles solares. Con este modelo se realizaron 14 misiones tripuladas entre 1980 y 1986 a la Salyut 6, Salyut 7 y Mir
| Misión       | Lanzamiento              | Duración            | Reentrada                | Tripulantes lanzamiento                                       | Tripulantes aterrizaje                                        | Acoplamiento y otras observaciones                        |
| ------------ | ------------------------ | ------------------- | ------------------------ | ------------------------------------------------------------- | ------------------------------------------------------------- | --------------------------------------------------------- |
| Cosmos 1001  | 4 de abril de 1978       |                     | 15 de abril de 1978      | no tripulada                                                  | no tripulada                                                  | vuelo libre                                               |
| Cosmos 1074  | 31 de enero de 1979      |                     | 1 de abril de 1979       | no tripulada                                                  | no tripulada                                                  | vuelo libre                                               |
| Soyuz T-1    | 16 de diciembre de 1979  |                     | 25 de marzo de 1980      | no tripulada                                                  | no tripulada                                                  | Saliut 6                                                  |
| Soyuz T-2    | 5 de junio de 1980       | 3 d 22 h 19 m 30 s  | 9 de junio de 1980       | Yuri Malyshev Vladimir Aksyonov                               | Yuri Malyshev Vladimir Aksyonov                               | Saliut 6                                                  |
| Soyuz T-3    | 27 de noviembre de 1980  | 12 d 19 h 7 m 42 s  | 10 de diciembre de 1980  | Leonid Kizim Oleg Makarov Gennady Strekalov                   | Leonid Kizim Oleg Makarov Gennady Strekalov                   | Saliut 6                                                  |
| Soyuz T-4    | 12 de marzo de 1981      | 74 d 17 h 37 m 23 s | 26 de mayo de 1981       | Vladimir Kovalyonok Viktor Savinykh                           | Vladimir Kovalyonok Viktor Savinykh                           | Saliut 6                                                  |
| Soyuz T-5    | 13 de mayo de 1982       | 106 d 5 h 6 m 11 s  | 27 de agosto de 1982     | Anatoli Beriozovói Valentin Lebedev                           | Leonid Popov Aleksandr Serebrov Svetlana Savítskaya           | Saliut 7                                                  |
| Soyuz T-6    | 24 de junio de 1982      | 7 d 21 h 50 m 52 s  | 2 de julio de 1982       | Vladimir Dzhanibekov Aleksandr Ivanchenkov Jean-Loup Chrétien | Vladimir Dzhanibekov Aleksandr Ivanchenkov Jean-Loup Chrétien | Saliut 7                                                  |
| Soyuz T-7    | 19 de agosto de 1982     | 113 d 1 h 50 m 44 s | 10 de diciembre de 1982  | Leonid Popov Aleksandr Serebrov Svetlana Savítskaya           | Anatoli Beriozovói Valentin Lebedev                           | Saliut 7                                                  |
| Soyuz T-8    | 20 de abril de 1983      | 2 d 0 h 17 m 48 s   | 22 de abril de 1983      | Vladimir Titov Gennady Strekalov Aleksandr Serebrov           | Vladimir Titov Gennady Strekalov Aleksandr Serebrov           | Encuentro en órbita con la Saliut 7, acoplamiento fallido |
| Soyuz T-9    | 27 de junio de 1983      | 149 d 10 h 45 m 0 s | 23 de noviembre de 1983  | Vladimir Lyakhov Aleksandr Aleksandrov                        | Vladimir Lyakhov Aleksandr Aleksandrov                        | Saliut 7                                                  |
| Soyuz T-10-1 | 26 de septiembre de 1983 | 0 d 0 h 5 m 13 s    |                          | Vladímir Titov Gennady Strekalov                              |                                                               | lanzamiento fallido                                       |
| Soyuz T-10   | 8 de febrero de 1984     | 62 d 22 h 41 m 22 s | 11 de abril de 1984      | Leonid Kizim Vladímir Soloviov Oleg Atkov                     | Yuri Malyshev Gennady Strekalov Rakesh Sharma                 | Saliut 7                                                  |
| Soyuz T-11   | 3 de abril de 1984       | 181 d 21 h 48 m 0 s | 2 de octubre de 1984     | Yuri Malyshev Gennady Strekalov Rakesh Sharma                 | Leonid Kizim Vladímir Soloviov Oleg Atkov                     | Saliut 7                                                  |
| Soyuz T-12   | 17 de julio de 1984      | 11 d 19 h 14 m 36 s | 29 de julio de 1984      | Vladimir Dzhanibekov Svetlana Savítskaya Igor Volk            | Vladimir Dzhanibekov Svetlana Savítskaya Igor Volk            | Saliut 7                                                  |
| Soyuz T-13   | 6 de junio de 1985       | 112 d 3 h 12 m 0 s  | 26 de septiembre de 1985 | Vladimir Dzhanibekov Viktor Savinykh                          | Vladimir Dzhanibekov Gueorgui Grechko                         | Saliut 7                                                  |
| Soyuz T-14   | 17 de septiembre de 1985 | 64 d 21 h 52 m 8 s  | 21 de noviembre de 1985  | Vladimir Vasyutin Georgi Grechko Alexander Volkov             | Vladimir Vasyutin Víktor Savinyj Alexander Volkov             | Saliut 7                                                  |
| Soyuz T-15   | 13 de marzo de 1986      | 125 d 0 h 0 m 56 s  | 16 de julio de 1986      | Leonid Kizim Vladímir Soloviov                                | Leonid Kizim Vladímir Soloviov                                | Mir, Saliut 7, Mir                                        |

### Soyuz TM
Soyuz TM (7K-STM): versión mejorada de la Soyuz T. Incorporaba un nuevo sistema de acoplamiento automático denominado Kurs. Entre 1986 y 2002 realizó 33 misiones tripuladas a la Mir y la Estación Espacial Internacional.
| Misión      | Lanzamiento             | Duración             | Reentrada                | Tripulantes lanzamiento                                    | Tripulantes aterrizaje                                    | Acoplamiento y otras observaciones |
| ----------- | ----------------------- | -------------------- | ------------------------ | ---------------------------------------------------------- | --------------------------------------------------------- | ---------------------------------- |
| Soyuz TM-1  | 21 de mayo de 1986      |                      | 30 de mayo de 1986       | no tripulada                                               | no tripulada                                              | vuelo libre                        |
| Soyuz TM-2  | 5 de febrero de 1987    | 174 d 3 h 25 m 56 s  | 30 de julio de 1987      | Yuri Romanenko Aleksandr Laveykin                          | Aleksandr Viktorenko Aleksandr Laveykin Muhammed Faris    | Mir                                |
| Soyuz TM-3  | 22 de julio de 1987     | 160 d 7 h 25 m 56 s  | 29 de diciembre de 1987  | Aleksandr Viktorenko Aleksandr Aleksandrov Muhammed Faris  | Yuri Romanenko Aleksandr Aleksandrov Anatoli Levchenko    | Mir                                |
| Soyuz TM-4  | 21 de diciembre de 1987 | 178 d 22 h 54 m 29 s | 17 de junio de 1988      | Vladimir Titov Musa Manarov Anatoli Levchenko              | Anatoly Solovyev Viktor Savinykh Aleksandr Aleksandrov    | Mir                                |
| Soyuz TM-5  | 7 de junio de 1988      | 91 d 10 h 46 m 25 s  | 7 de septiembre de 1988  | Anatoly Solovyev Viktor Savinykh Aleksandr Aleksandrov     | Vladimir Lyakhov Abdul Mohmand                            | Mir                                |
| Soyuz TM-6  | 29 de agosto de 1988    | 114 d 5 h 33 m 49 s  | 21 de diciembre de 1988  | Vladimir Lyakhov Valeri Poliakov Abdul Mohmand             | Vladimir Titov Musa Manarov Jean-Loup Chrétien            | Mir                                |
| Soyuz TM-7  | 26 de noviembre de 1988 | 151 d 11 h 8 m 24 s  | 27 de abril de 1989      | Alexander Volkov Serguéi Krikaliov Jean-Loup Chrétien      | Alexander Volkov Serguéi Krikaliov Valeri Poliakov        | Mir, misión francesa Aragatz       |
| Soyuz TM-8  | 5 de septiembre de 1989 | 166 d 6 h 58 m 15 s  | 19 de febrero de 1990    | Aleksandr Viktorenko Aleksandr Serebrov                    | Aleksandr Viktorenko Aleksandr Serebrov                   | Mir                                |
| Soyuz TM-9  | 11 de febrero de 1990   | 179 d 1 h 17 m 57 s  | 9 de agosto de 1990      | Anatoli Soloviov Aleksandr Balandin                        | Anatoli Soloviov Aleksandr Balandin                       | Mir                                |
| Soyuz TM-10 | 1 de agosto de 1990     | 130 d 20 h 35 m 51 s | 10 de diciembre de 1990  | Gennadi Manakov Gennadi Strekalov                          | Gennadi Manakov Gennadi Strekalov Toyohiro Akiyama        | Mir                                |
| Soyuz TM-11 | 2 de diciembre de 1990  | 175 d 1 h 50 m 41 s  | 26 de mayo de 1991       | Víktor Afanásiev Musa Manarov Toyohiro Akiyama             | Víktor Afanásiev Musa Manarov Helen Sharman               | Mir                                |
| Soyuz TM-12 | 18 de mayo de 1991      | 144 d 15 h 21 m 50 s | 10 de octubre de 1991    | Anatoli Artsebarsky Serguei Krikalev Helen Sharman         | Anatoli Artsebarsky Toktar Aubakirov Franz Viehböck       | Mir                                |
| Soyuz TM-13 | 2 de octubre de 1991    | 175 d 2 h 51 m 44 s  | 25 de marzo de 1992      | Alexander Volkov Toktar Aubakirov Franz Viehböck           | Alexander Volkov Serguei Krikalev Klaus-Dietrich Flade    | Mir                                |
| Soyuz TM-14 | 17 de marzo de 1992     | 145 d 14 h 10 m 32 s | 10 de agosto de 1992     | Aleksandr Viktorenko Aleksandr Kaleri Klaus-Dietrich Flade | Aleksandr Viktorenko Aleksandr Kaleri Michel Tognini      | Mir                                |
| Soyuz TM-15 | 27 de julio de 1992     | 188 d 21 h 41 m 15 s | 1 de febrero de 1993     | Anatoli Soloviov Serguéi Avdéyev Michel Tognini            | Anatoli Soloviov Serguéi Avdéyev                          | Mir                                |
| Soyuz TM-16 | 24 de enero de 1993     | 179 d 0 h 43 m 45 s  | 22 de julio de 1993      | Gennadi Manakov Aleksandr Poleshchuk                       | Gennadi Manakov Aleksandr Poleshchuk Jean-Pierre Haigneré | Mir                                |
| Soyuz TM-17 | 1 de julio de 1993      | 196 d 17 h 45 m 22 s | 14 de enero de 1994      | Vasili Tsibliyev Aleksandr Serebrov Jean-Pierre Haigneré   | Vasili Tsibliyev Aleksandr Serebrov                       | Mir                                |
| Soyuz TM-18 | 8 de enero de 1994      | 182 d 0 h 27 m 1 s   | 9 de julio de 1994       | Víktor Afanásiev Yuri Usachov Valeri Poliakov              | Víktor Afanásiev Yuri Usachov                             | Mir                                |
| Soyuz TM-19 | 1 de julio de 1994      | 125 d 22 h 53 m 36 s | 4 de noviembre de 1994   | Yuri Malenchenko Talgat Musabayev                          | Yuri Malenchenko Talgat Musabayev Ulf Merbold             | Mir                                |
| Soyuz TM-20 | 3 de octubre de 1994    | 169 d 5 h 21 m 35 s  | 22 de marzo de 1995      | Aleksandr Viktorenko Yelena Kondakova Ulf Merbold          | Aleksandr Viktorenko Yelena Kondakova Valeri Poliakov     | Mir                                |
| Soyuz TM-21 | 14 de marzo de 1995     | 181 d 0 h 41 m 6 s   | 11 de septiembre de 1995 | Vladímir Dezhurov Gennadi Strekalov Norman Thagard         | Anatoli Soloviov Nikolai Budarin                          | Mir                                |
| Soyuz TM-22 | 3 de septiembre de 1995 | 179 d 1 h 41 m 45 s  | 29 de febrero de 1996    | Yuri Gidzenko Serguéi Avdéyev Thomas Reiter                | Yuri Gidzenko Serguéi Avdéyev Thomas Reiter               | Mir                                |
| Soyuz TM-23 | 21 de febrero de 1996   | 193 d 19 h 7 m 35 s  | 2 de septiembre de 1996  | Yuri Onufrienko Yuri Usachov                               | Yuri Onufrienko Yuri Usachov Claudie Haigneré             | Mir                                |
| Soyuz TM-24 | 17 de agosto de 1996    | 196 d 17 h 26 m 13 s | 2 de marzo de 1997       | Valery Korzun Aleksandr Kaleri Claudie Haigneré            | Valery Korzun Aleksandr Kaleri Reinhold Ewald             | Mir                                |
| Soyuz TM-25 | 10 de febrero de 1997   | 184 d 22 h 7 m 40 s  | 14 de agosto de 1997     | Vasili Tsibliyev Alexandr Lazutkin Reinhold Ewald          | Vasili Tsibliyev Alexandr Lazutkin                        | Mir                                |
| Soyuz TM-26 | 5 de agosto de 1997     | 197 d 17 h 34 m 36 s | 19 de febrero de 1998    | Anatoli Soloviov Pavel Vinogradov                          | Anatoli Soloviov Pavel Vinogradov Léopold Eyharts         | Mir                                |
| Soyuz TM-27 | 29 de enero de 1998     | 207 d 12 h 51 m 2 s  | 25 de agosto de 1998     | Talgat Musabayev Nikolai Budarin Léopold Eyharts           | Talgat Musabayev Nikolai Budarin Yuri Baturin             | Mir                                |
| Soyuz TM-28 | 13 de agosto de 1998    | 198 d 16 h 31 m 19 s | 28 de febrero de 1999    | Gennady Padalka Serguéi Avdéyev Yuri Baturin               | Gennady Padalka Ivan Bella                                | Mir                                |
| Soyuz TM-29 | 20 de febrero de 1999   | 188 d 20 h 16 m 19 s | 28 de agosto de 1999     | Víktor Afanásiev Jean-Pierre Haigneré Ivan Bella           | Víktor Afanásiev Jean-Pierre Haigneré Serguéi Avdéyev     | Mir                                |
| Soyuz TM-30 | 4 de abril de 2000      | 72 d 19 h 42 m 16 s  | 16 de junio de 2000      | Serguéi Zaliotin Aleksandr Kaleri                          | Serguéi Zaliotin Aleksandr Kaleri                         | Última visita a la Mir             |
| Soyuz TM-31 | 31 de octubre de 2000   | 186 d 21 h 48 m 41 s | 6 de mayo de 2001        | Yuri Gidzenko Serguéi Krikaliov William Shepherd           | Talgat Musabayev Yuri Baturin Dennis Tito                 | Estación Espacial Internacional    |
| Soyuz TM-32 | 28 de abril de 2001     | 185 d 21 h 22 m 40 s | 31 de octubre de 2001    | Talgat Musabayev Yuri Baturin Dennis Tito                  | Víktor Afanásiev Claudie Haigneré Konstantin Kozeyev      | Estación Espacial Internacional    |
| Soyuz TM-33 | 21 de octubre de 2001   | 195 d 18 h 52 m 18 s | 5 de mayo de 2002        | Víktor Afanásiev Claudie Haigneré Konstantin Kozeyev       | Yuri Gidzenko Roberto Vittori Mark Shuttleworth           | Estación Espacial Internacional    |
| Soyuz TM-34 | 25 de abril de 2002     | 198 d 17 h 37 m 45 s | 10 de noviembre de 2002  | Yuri Gidzenko Roberto Vittori Mark Shuttleworth            | Serguéi Zaliotin Yuri Lonchakov Frank de Winne            | Estación Espacial Internacional    |

### Soyuz TMA
Soyuz TMA (7K-STMA): versión ligeramente modificada de la Soyuz TM con mejoras en los equipos digitales y en los asientos, rebajando las limitaciones debido a la altura de los pasajeros y ampliando por tanto el número de candidatos que pueden viajar en el vehículo. Se introdujo en 2002 para trasladar tripulaciones a la Estación Espacial Internacional y como vehículo de emergencia de la misma, siendo retirada en 2011.

### Soyuz TMA-M
Soyuz TMA-M: versión ligeramente modificada y mejorada de la Soyuz TMA. Se introdujo en 2010 para trasladar tripulaciones a la Estación Espacial Internacional y como vehículo de emergencia de la misma.
| Misión        | Lanzamiento              | Duración             | Reentrada                | Tripulantes lanzamiento                                     | Tripulantes aterrizaje                                      | Acoplamiento                    |
| ------------- | ------------------------ | -------------------- | ------------------------ | ----------------------------------------------------------- | ----------------------------------------------------------- | ------------------------------- |
| Soyuz TMA-1   | 30 de octubre de 2002    | 185 d 22 h 53 m 14 s | 4 de mayo de 2003        | Serguéi Zaliotin Yuri Lonchakov Frank de Winne              | Nikolai Budarin Donald Pettit Kenneth Bowersox              | Estación Espacial Internacional |
| Soyuz TMA-2   | 26 de abril de 2003      | 184 d 22 h 46 m 28 s | 28 de octubre de 2003    | Yuri Malenchenko Ed Lu                                      | Yuri Malenchenko Ed Lu Pedro Duque                          | Estación Espacial Internacional |
| Soyuz TMA-3   | 18 de octubre de 2003    | 194 d 18 h 33 m 12 s | 30 de abril de 2004      | Aleksandr Kaleri Michael Foale Pedro Duque                  | Aleksandr Kaleri Michael Foale André Kuipers                | Estación Espacial Internacional |
| Soyuz TMA-4   | 19 de abril de 2004      | 187 d 13 h 22 m 0 s  | 24 de octubre de 2004    | Gennady Padalka Michael Fincke André Kuipers                | Gennady Padalka Michael Fincke Yuri Shargin                 | Estación Espacial Internacional |
| Soyuz TMA-5   | 14 de octubre de 2004    | 192 d 19 h 2 m 0 s   | 24 de abril de 2005      | Salizhan Sharipov Leroy Chiao Yuri Shargin                  | Salizhan Sharipov Leroy Chiao Roberto Vittori               | Estación Espacial Internacional |
| Soyuz TMA-6   | 15 de abril de 2005      | 179 d 23 h 36 m 57 s | 11 de octubre de 2005    | Serguéi Krikaliov John L. Phillips Roberto Vittori          | Serguéi Krikaliov John L. Phillips Gregory Olsen            | Estación Espacial Internacional |
| Soyuz TMA-7   | 1 de octubre de 2005     | 189 d 19 h 53 m 0 s  | 8 de abril de 2006       | Valery Tokarev William S. McArthur Gregory Olsen            | Valery Tokarev William S. McArthur Marcos Pontes            | Estación Espacial Internacional |
| Soyuz TMA-8   | 30 de marzo de 2006      | 182 d 22 h 43 m 0 s  | 29 de septiembre de 2006 | Pavel Vinogradov Jeffrey Williams Marcos Pontes             | Pavel Vinogradov Jeffrey Williams Anousheh Ansari           | Estación Espacial Internacional |
| Soyuz TMA-9   | 18 de septiembre de 2006 | 215 d 8 h 22 m 0 s   | 21 de abril de 2007      | Mikhail Tyurin Michael López-Alegría Anousheh Ansari        | Mikhail Tyurin Michael López-Alegría Charles Simonyi        | Estación Espacial Internacional |
| Soyuz TMA-10  | 7 de abril de 2007       | 196 d 17 h 5 m 0 s   | 21 de octubre de 2007    | Oleg Kotov Fyodor Yurchikhin Charles Simonyi                | Oleg Kotov Fyodor Yurchikhin Sheikh Muszaphar Shukor        | Estación Espacial Internacional |
| Soyuz TMA-11  | 10 de octubre de 2007    | 191 d 19 h 7 m       | 19 de abril de 2008      | Yuri Malenchenko Peggy Whitson Sheikh Muszaphar Shukor      | Yuri Malenchenko Peggy Whitson Yi So-yeon                   | Estación Espacial Internacional |
| Soyuz TMA-12  | 8 de abril de 2008       | 198 d 16 h 21 m      | 24 de octubre de 2008    | Sergey Volkov Oleg Kononenko Yi So-yeon                     | Sergey Volkov Oleg Kononenko Richard Garriott               | Estación Espacial Internacional |
| Soyuz TMA-13  | 12 de octubre de 2008    | 178 d 0 h 15 m       | 8 de abril de 2009       | Yuri Lonchakov Michael Fincke Richard Garriott              | Yuri Lonchakov Michael Fincke Charles Simonyi               | Estación Espacial Internacional |
| Soyuz TMA-14  | 26 de marzo de 2009      | 199 d 16 h 43 m      | 11 de octubre de 2009    | Gennady Padalka Michael R. Barratt Charles Simonyi          | Gennady Padalka Michael R. Barratt Guy Laliberté            | Estación Espacial Internacional |
| Soyuz TMA-15  | 27 de mayo de 2009       | 187 d 20 h 43 m      | 1 de diciembre de 2009   | Roman Romanenko Frank De Winne Robert Thirsk                | Roman Romanenko Frank De Winne Robert Thirsk                | Estación Espacial Internacional |
| Soyuz TMA-16  | 30 de septiembre de 2009 | 169 d 4 h 8 m        | 18 de marzo de 2010      | Maksim Surayev Jeffrey Williams Guy Laliberté               | Maksim Surayev Jeffrey Williams                             | Estación Espacial Internacional |
| Soyuz TMA-17  | 20 de diciembre de 2009  | 163 d 5 h 33 m       | 2 de junio de 2010       | Oleg Kotov Timothy Creamer Soichi Noguchi                   | Oleg Kotov Timothy Creamer Soichi Noguchi                   | Estación Espacial Internacional |
| Soyuz TMA-18  | 2 de abril de 2010       | 176 d 0 h 59 m       | 25 de septiembre de 2010 | Aleksandr Skvortsov Mikhail Korniyenko Tracy Caldwell Dyson | Aleksandr Skvortsov Mikhail Korniyenko Tracy Caldwell Dyson | Estación Espacial Internacional |
| Soyuz TMA-19  | 15 de junio de 2010      | 163 d 7 h 11 m       | 26 de noviembre de 2010  | Fyodor Yurchikhin Shannon Walker Douglas Wheelock           | Fyodor Yurchikhin Shannon Walker Douglas Wheelock           | Estación Espacial Internacional |
| Soyuz TMA-01M | 7 de octubre de 2010     | 159 d 8 h 43 m       | 16 de marzo de 2011      | Aleksandr Kaleri Oleg Skripochka Scott Kelly                | Aleksandr Kaleri Oleg Skripochka Scott Kelly                | Estación Espacial Internacional |
| Soyuz TMA-20  | 15 de diciembre de 2010  | 159 d 7 h 18 m       | 24 de mayo de 2011       | Dmitri Kondratyev Catherine Coleman Paolo Nespoli           | Dmitri Kondratyev Catherine Coleman Paolo Nespoli           | Estación Espacial Internacional |
| Soyuz TMA-21  | 4 de abril de 2011       | 164 d 17 h 42 m      | 16 de septiembre de 2011 | Aleksandr Samokutyayev Andrei Borisenko Ronald Garan        | Aleksandr Samokutyayev Andrei Borisenko Ronald Garan        | Estación Espacial Internacional |
| Soyuz TMA-02M | 7 de junio de 2011       | 166 d 06 h 13 m      | 22 de noviembre de 2011  | Sergey Volkov Michael Fossum Satoshi Furukawa               | Sergey Volkov Michael Fossum Satoshi Furukawa               | Estación Espacial Internacional |
| Soyuz TMA-22  | 14 de noviembre de 2011  | 165 d 07 h 31 m      | 27 de abril de 2012      | Anton Shkaplerov Anatoli Ivanishin Daniel C. Burbank        | Anton Shkaplerov Anatoli Ivanishin Daniel C. Burbank        | Estación Espacial Internacional |
| Soyuz TMA-03M | 21 de diciembre de 2011  | 192 d 18 h 58 m      | 1 de julio de 2012       | Oleg Kononenko André Kuipers Donald Pettit                  | Oleg Kononenko André Kuipers Donald Pettit                  | Estación Espacial Internacional |
| Soyuz TMA-04M | 15 de mayo de 2012       | 124 d 23 h 52 m      | 17 de septiembre de 2012 | Gennady Padalka Serguéi Revin Joseph Acaba                  | Gennady Padalka Serguéi Revin Joseph Acaba                  | Estación Espacial Internacional |
| Soyuz TMA-05M | 15 de julio de 2012      | 126 d 11 h 16 m      | 19 de noviembre de 2012  | Yuri Malenchenko Sunita Williams Akihiko Hoshide            | Yuri Malenchenko Sunita Williams Akihiko Hoshide            | Estación Espacial Internacional |
| Soyuz TMA-06M | 23 de octubre de 2012    | 143 d 16 h 20 m      | 16 de marzo de 2013      | Oleg Novitski Evgeny Tarelkin Kevin A. Ford                 | Oleg Novitski Evgeny Tarelkin Kevin A. Ford                 | Estación Espacial Internacional |
| Soyuz TMA-07M | 19 de diciembre de 2012  | 145 d 14 h 18 m      | 14 de mayo de 2013       | Roman Romanenko Thomas Marshburn Chris Hadfield             | Roman Romanenko Thomas Marshburn Chris Hadfield             | Estación Espacial Internacional |
| Soyuz TMA-08M | 28 de marzo de 2013      | 166 d 6 h 14 m       | 11 de septiembre de 2013 | Pavel Vinogradov Aleksandr Misurkin Christopher Cassidy     | Pavel Vinogradov Aleksandr Misurkin Christopher Cassidy     | Estación Espacial Internacional |
| Soyuz TMA-09M | 28 de mayo de 2013       | 166 d 6 h 18 m       | 11 de noviembre de 2013  | Fyodor Yurchikhin Karen L. Nyberg Luca Parmitano            | Fyodor Yurchikhin Karen L. Nyberg Luca Parmitano            | Estación Espacial Internacional |
| Soyuz TMA-10M | 25 de septiembre de 2013 | 166 d 6 h 25 m       | 11 de marzo de 2014      | Oleg Kotov Serguéi Riazanski Michael S. Hopkins             | Oleg Kotov Serguéi Riazanski Michael S. Hopkins             | Estación Espacial Internacional |
| Soyuz TMA-11M | 7 de noviembre de 2013   | 187 d 21 h 44 m      | 14 de mayo de 2014       | Mikhail Tyurin Richard Mastracchio Koichi Wakata            | Mikhail Tyurin Richard Mastracchio Koichi Wakata            | Estación Espacial Internacional |
| Soyuz TMA-12M | 25 de marzo de 2014      | 169 d 5 h 6 m        | 11 de septiembre de 2014 | Aleksandr Skvortsov Oleg Artemyev Steven Swanson            | Aleksandr Skvortsov Oleg Artemyev Steven Swanson            | Estación Espacial Internacional |
| Soyuz TMA-13M | 28 de mayo de 2014       | 165 d 8 h 1 m        | 10 de noviembre de 2014  | Maksim Surayev Gregory R. Wiseman Alexander Gerst           | Maksim Surayev Gregory R. Wiseman Alexander Gerst           | Estación Espacial Internacional |
| Soyuz TMA-14M | 25 de septiembre de 2014 | 167 d 5 h 42 m       | 12 de marzo de 2015      | Aleksandr Samokutyayev Yelena Serova Barry E. Wilmore       | Aleksandr Samokutyayev Yelena Serova Barry E. Wilmore       | Estación Espacial Internacional |
| Soyuz TMA-15M | 23 de noviembre de 2014  | 199 d 16 h 43 m      | 11 de junio de 2015      | Anton Shkaplerov Samantha Cristoforetti Terry W. Virts      | Anton Shkaplerov Samantha Cristoforetti Terry W. Virts      | Estación Espacial Internacional |
| Soyuz TMA-16M | 27 de marzo de 2015      | 168 d 5 h 8 m        | 12 de septiembre de 2015 | Gennady Padalka Mikhail Korniyenko Scott Kelly              | Gennady Padalka Andreas Mogensen Aidyn Aimbetov             | Estación Espacial Internacional |
| Soyuz TMA-17M | 22 de julio de 2015      | 141 d 16 h 9 m       | 11 de diciembre de 2015  | Oleg Kononenko Kimiya Yui Kjell N. Lindgren                 | Oleg Kononenko Kimiya Yui Kjell N. Lindgren                 | Estación Espacial Internacional |
| Soyuz TMA-18M | 2 de septiembre de 2015  | 179 d 17 h 20 m      | 2 de marzo de 2016       | Sergey Volkov Andreas Mogensen Aidyn Aimbetov               | Sergey Volkov Mikhail Korniyenko Scott Kelly                | Estación Espacial Internacional |
| Soyuz TMA-19M | 15 de diciembre de 2015  | 185 d 12 h 22 m      | 18 de junio de 2016      | Yuri Malenchenko Timothy Kopra Timothy Peake                | Yuri Malenchenko Timothy Kopra Timothy Peake                | Estación Espacial Internacional |
| Soyuz TMA-20M | 18 de marzo de 2016      | 172 d 3 h 47 m       | 7 de septiembre de 2016  | Aleksey Ovchinin Oleg Skripochka Jeffrey Williams           | Aleksey Ovchinin Oleg Skripochka Jeffrey Williams           | Estación Espacial Internacional |

### Soyuz MS
Soyuz MS: ('sistema modernizado') versión introducida en 2016
| Misión               | Lanzamiento                         | Duración                                   | Reentrada                           | Tripulantes lanzamiento                                | Tripulantes aterrizaje                                | Acoplamiento |
| -------------------- | ----------------------------------- | ------------------------------------------ | ----------------------------------- | ------------------------------------------------------ | ----------------------------------------------------- | ------------ |
| Soyuz MS-01          | 7 de julio de 2016                  | 115 d 2 h 22 m                             | 30 de octubre de 2016               | Anatoli Ivanishin Takuya Onishi Kathleen Rubins        | Anatoli Ivanishin Takuya Onishi Kathleen Rubins       | ISS          |
| Soyuz MS-02          | 19 de octubre de 2016               | 173 d 3 h 29 m                             | 10 de abril de 2017                 | Sergei Ryzhikov Andrei Borisenko Robert S. Kimbrough   | Sergei Ryzhikov Andrei Borisenko Robert S. Kimbrough  | ISS          |
| Soyuz MS-03          | 17 de noviembre de 2016             | 196 d 17 h 49 m                            | 2 de junio de 2017                  | Oleg Novitskiy Thomas Pesquet Peggy Whitson            | Oleg Novitskiy Thomas Pesquet                         | ISS          |
| Soyuz MS-04          | 20 de abril de 2017                 | 135 d 18 h 8 m                             | 3 de septiembre de 2017             | Fyodor Yurchikhin Jack D. Fischer                      | Fyodor Yurchikhin Jack D. Fischer Peggy Whitson       | ISS          |
| Soyuz MS-05          | 28 de julio de 2017                 | 139 d 4 h 57 m 16 s                        | 14 de diciembre de 2017             | Sergey Ryazansky Paolo Nespoli Randolph Bresnik        | Sergey Ryazansky Paolo Nespoli Randolph Bresnik       | ISS          |
| Soyuz MS-06          | 12 de septiembre de 2017            | 168 d 5 h 13 m 58 s                        | 28 de febrero de 2018               | Alexander Misurkin Mark T. Vande Hei Joseph Acaba      | Alexander Misurkin Mark T. Vande Hei Joseph Acaba     | ISS          |
| Soyuz MS-07          | 17 de diciembre de 2017             | 166 d 0 h 37 m                             | 3 de junio de 2018                  | Anton Shkaplerov Norishige Kanai Scott D. Tingle       | Anton Shkaplerov Norishige Kanai Scott D. Tingle      | ISS          |
| Soyuz MS-08          | 21 de marzo de 2018                 | 196 d 18 h 0 m 22 s                        | 4 de octubre de 2018                | Oleg Artemyev Andrew J. Feustel Richard R. Arnold      | Oleg Artemyev Andrew J. Feustel Richard R. Arnold     | ISS          |
| Soyuz MS-09          | 6 de junio de 2018                  | 196 d 17 h 49 m                            | 20 de diciembre de 2018             | Sergey Prokopyev Alexander Gerst Serena M. Auñón       | Sergey Prokopyev Alexander Gerst Serena M. Auñón      | ISS          |
| Soyuz MS-10          | 11 de octubre de 2018               | 0 d 0 h 19 m 41 s                          | 11 de octubre de 2018               | Aleksey Ovchinin Nick Hague                            |                                                       | Lzto fallido |
| Soyuz MS-11          | 3 de diciembre de 2018              | 203 d 15 h 15 m 58 s                       | 25 de junio de 2019                 | Oleg Kononenko David Saint-Jacques Anne McClain        | Oleg Kononenko David Saint-Jacques Anne McClain       | ISS          |
| Soyuz MS-12          | 14 de marzo de 2019                 | 202 d 6 h 36 m                             | 3 de octubre de 2019                | Aleksey Ovchinin Nick Hague Christina Koch             | Aleksey Ovchinin Nick Hague Hazza Al Mansouri         | ISS          |
| Soyuz MS-13          | 20 de julio de 2019                 | 200 d 16 h 44 m                            | 6 de febrero de 2019                | Aleksandr Skvortsov Luca Parmitano Andrew R. Morgan    | Aleksandr Skvortsov Luca Parmitano Christina Koch     | ISS          |
| Soyuz MS-14          | 22 de agosto de 2019                |                                            | 6 de septiembre de 2019             | no tripulada                                           | no tripulada                                          | ISS          |
| Soyuz MS-15          | 25 de septiembre de 2019            | 204 d 15 h 19 m                            | 17 de abril de 2020                 | Oleg Skripochka Jessica Meir Hazza Al Mansouri         | Oleg Skripochka Jessica Meir Andrew R. Morgan         | ISS          |
| Soyuz MS-16          | 9 de abril de 2020                  | 195 d 18 h 49 m                            | 22 de octubre de 2020               | Anatoli Ivanishin Ivan Vagner Christopher Cassidy      | Anatoli Ivanishin Ivan Vagner Christopher Cassidy     | ISS          |
| Soyuz MS-17          | 14 de octubre de 2020               | 185 d                                      | 17 de abr de 2021                   | Serguéi Rýzhikov Sergey Kud-Sverchkov Kathleen Rubins  | Serguéi Rýzhikov Sergey Kud-Sverchkov Kathleen Rubins | ISS          |
| Soyuz MS-18          | 9 de abril de 2021                  | 167 d 6 h 29 m                             | 17 de octubre de 2021               | Oleg Novitski Piotr Dubrov Mark T. Vande Hei           | Oleg Novitski Klim Shipenko Yuliya Peresild           | ISS          |
| Soyuz MS-19          | 5 de octubre de 2021                | 175 d 23 h 5 m                             | 30 de marzo de 2022                 | Anton Shkaplerov Klim Shipenko Yuliya Peresild         | Anton Shkaplerov Piotr Dubrov Mark T. Vande Hei       | ISS          |
| Soyuz MS-20          | 8 de diciembre de 2021              | 11 d 10 h 9 m                              | 20 de diciembre de 2021             | Aleksandr Misurkin Yusaku Maezawa Yozo Hirano          | Aleksandr Misurkin Yusaku Maezawa Yozo Hirano         | ISS          |
| Soyuz MS-21          | 18 de marzo de 2022                 | 194 d, 19 h 2 m                            | 29 de septiembre de 2022            | Oleg Artemyev Denis Matveev Sergey Korsakov            | Oleg Artemyev Denis Matveev Sergey Korsakov           | ISS          |
| Soyuz MS-22 Averiada | 21 de septiembre de 2022            | 187 días, 18 horas y 39 minutos            | 28 de marzo de 2023, 11:45          | Serguéi Prokópiev Dmitriy Petelin Frank Rubio          | No tripulada vuelta                                   | ISS          |
| Soyuz MS-23          | 24 de febrero de 2023, 00:24 UTC    | 215 días, 10 horas y 52 minutos            | 27 de septiembre de 2023 11:17 UTC  | No tripulada ida                                       | Serguéi Prokópiev Dmitriy Petelin Frank Rubio         | ISS          |
| Soyuz MS-24          | 15 de sepiembre de 2023 15:44 UTC   | 203 días, 15 horas y 32 minutos            | 6 de abril de 2024 07:17 UTC        | Oleg Kononenko Nikolai Chub Loral O'Hara               | Oleg Novitski Marina Vasilévskaya Loral O'Hara        | ISS          |
| Soyuz MS-25          | 23 de marzo de 2024 12:32 UTC       | 183 días, 23 horas y 4 minutos             | 23 de septiembre de 2024, 11:36 UTC | Oleg Novitski Marina Vasilévskaya Tracy Caldwell-Dyson | Oleg Kononenko Nikolai Chub Tracy Caldwell-Dyson      | ISS          |
| Soyuz MS-26          | 11 de septiembre de 2024, 16:23 UTC | 186 días, 23 horas y 21 minutos (en curso) | 1 de abril de 2025 (previsión)      | Aleksey Ovchinin Ivan Vagner Donald Pettit             | Aleksey Ovchinin Ivan Vagner Donald Pettit            | ISS          |

### Futuro lanzamiento Soyuz-MS
En agosto de 2024, la agencia ROSCOSMOS, anuncio las tripulaciones para las naves Soyuz-MS de 2025 y 2026 a la ISS, así como el último cosmonauta, Kinill Peskov que realizaría un intercambio de tripulación con la NASA en 2025 y su reserva, Oleg Artemyev a la espera de la ampliación del acuerdo un año más.
| Misión      | Lanzamiento                    | Duración            | Reentrada                     | Tripulantes lanzamiento                             | Tripulantes aterrizaje                              | Acoplamiento |
| ----------- | ------------------------------ | ------------------- | ----------------------------- | --------------------------------------------------- | --------------------------------------------------- | ------------ |
| Soyuz MS-27 | 21 de marzo de 2025, 13:21 UTC | 8 meses (previsión) | Noviembre de 2025 (previsión) | Serguéi N. Ryzhikov Alexey Zubritsky Jonny Kim      | Serguéi N. Ryzhikov Alexey Zubritsky Jonny Kim      | ISS          |
| Soyuz MS-28 | Noviembre de 2025 (previsión)  | 8 meses (previsión) | julio de 2026 (previsión)     | Serguéi Kud-Sverchkov Serguéi Mikayev Oleg Platanov | Serguéi Kud-Sverchkov Serguéi Mikayev Oleg Platanov | ISS          |
| Soyuz MS-29 | Julio de 2026 (previsión)      | 8 meses (previsión) | marzo de 2027 (previsión)     | Pyotr Dubrov Sergei Korsakov Anna Kikina            | Pyotr Dubrov Sergei Korsakov Anna Kikina            | ISS          |

### Soyuz 7K-L1
Soyuz 7K-L1 (Zond): versión modificada de la nave Soyuz para llevar dos astronautas en vuelos alrededor de la Luna. Estas misiones se realizaron sin tripulación bajo el programa Zond, creado inicialmente por Vladímir Cheloméi. La L1 carecía de módulo orbital para reducir su masa y poder ser lanzada en una trayectoria de retorno libre alrededor de la Luna mediante un cohete Protón. Tras pisar la Luna los estadounidenses en 1969 con el programa programa Apolo, el programa Zond fue cancelado en 1970, pese a haber realizado numerosas misiones no tripuladas, incluyendo cuatro vuelos alrededor de la Luna, que demostraron que era posible lanzar una nave Soyuz en una misión lunar.

### Soyuz LOK
Soyuz LOK (Soyuz 7K-L3): versión para realizar misiones en órbita lunar dentro del programa N1/L3, equivalente al Apolo estadounidense. La Soyuz LOK debía ser capaz de viajar a la Luna con el módulo lunar LK y dos astronautas. Tras insertarse en órbita lunar, uno de los tripulantes descendería a la superficie lunar en el LK, mientras otro se quedaba en órbita dentro de la Soyuz LOK. Incorporaba un módulo de servicio más grande y con más subsistemas, además de un módulo de maniobra adicional (DOK) acoplado al módulo orbital. En vez de paneles solares incorporaba células de combustible. El programa fue cancelado debido al fracasó en sus cuatro lanzamientos entre 1969 y 1971 del cohete gigante N-1.

## Cohetes lanzadores
- Soyuz 11A511
- Soyuz-L 11A511L
- Soyuz-M 11A511M
- Soyuz-U 11A511U
- Soyuz-U2 11A511U2 o 11A511K
- Soyuz-FG 11A511U-FG
- Soyuz-2 14A14

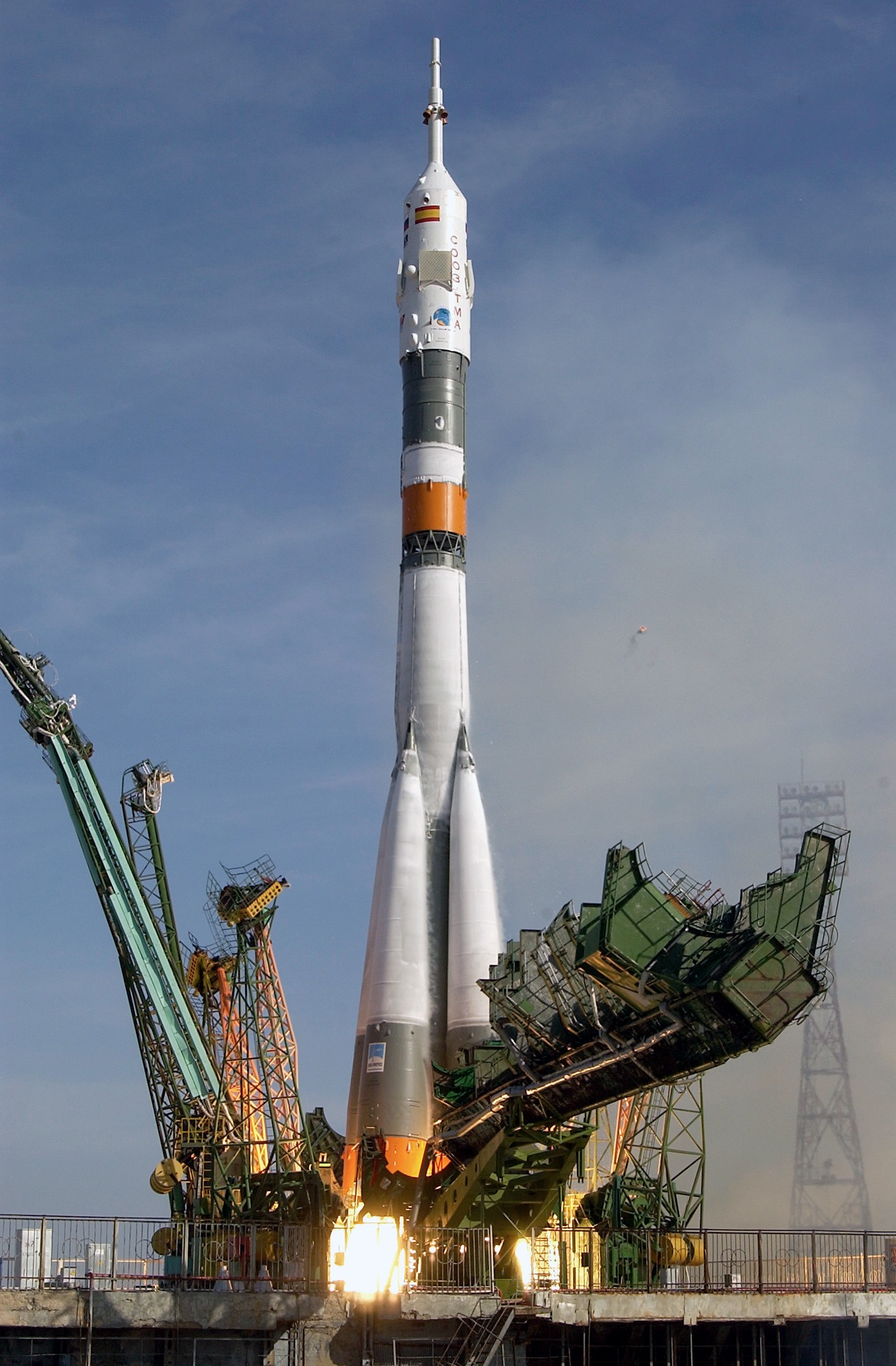
Lanzamiento del Soyuz TMA-3 (NASA)

- Soyuz 2.1B: Esta última versión, incorpora nuevas tecnologías como el nuevo motor de cuatro cámaras de combustión llamado  RD-0124, dándole un impulso de más de 359 s contra los 326 segundos de su versión anterior. Siendo lanzado desde Baikonur puede insertar hasta 8,2 toneladas de carga útil. Fue probado con éxito al lanzar un satélite europeo el  COROT, el 27 de diciembre de 2006.

El Molniya-M se deriva también de la familia Soyuz

## Vuelos tripulados
| Vuelos 1 - 20 | Vuelos 21 - 40 | Vuelos 41 - 60   | Vuelos 61 - 80  | Vuelos 81 - 100   | Vuelos 101 - 120   | Vuelos 121 - 140   | Vuelos 141 - 160 |
| ------------- | -------------- | ---------------- | --------------- | ----------------- | ------------------ | ------------------ | ---------------- |
| 1. Soyuz 1    | 21. Soyuz 22   | 41. Soyuz 39     | 61. Soyuz TM-8  | 81. Soyuz TM-28   | 101. Soyuz TMA-14  | 121. Soyuz TMA-12M | 141. Soyuz MS-12 |
| 2. Soyuz 3    | 22. Soyuz 23   | 42. Soyuz 40     | 62. Soyuz TM-9  | 82. Soyuz TM-29   | 102. Soyuz TMA-15  | 122. Soyuz TMA-13M | 142. Soyuz MS-13 |
| 3. Soyuz 4    | 23. Soyuz 24   | 43. Soyuz T-5    | 63. Soyuz TM-10 | 83. Soyuz TM-30   | 103. Soyuz TMA-16  | 123. Soyuz TMA-14M | 143. Soyuz MS-15 |
| 4. Soyuz 5    | 24. Soyuz 25   | 44. Soyuz T-6    | 64. Soyuz TM-11 | 84. Soyuz TM-31   | 104. Soyuz TMA-17  | 124. Soyuz TMA-15M | 144. Soyuz MS-16 |
| 5. Soyuz 6    | 25. Soyuz 26   | 45. Soyuz T-7    | 65. Soyuz TM-12 | 85. Soyuz TM-32   | 105. Soyuz TMA-18  | 125. Soyuz TMA-16M | 145. Soyuz MS-17 |
| 6. Soyuz 7    | 26. Soyuz 27   | 46. Soyuz T-8    | 66. Soyuz TM-13 | 86. Soyuz TM-33   | 106. Soyuz TMA-19  | 126. Soyuz TMA-17M | 146. Soyuz MS-18 |
| 7. Soyuz 8    | 27. Soyuz 28   | 47. Soyuz T-9    | 67. Soyuz TM-14 | 87. Soyuz TM-34   | 107. Soyuz TMA-01M | 127. Soyuz TMA-18M | 147. Soyuz MS-19 |
| 8. Soyuz 9    | 28. Soyuz 29   | 48. Soyuz T-10-1 | 68. Soyuz TM-15 | 88. Soyuz TMA-1   | 108. Soyuz TMA-20  | 128. Soyuz TMA-19M | 148. Soyuz MS-20 |
| 9. Soyuz 10   | 29. Soyuz 30   | 49. Soyuz T-10   | 69. Soyuz TM-16 | 89. Soyuz TMA-2   | 109. Soyuz TMA-21  | 129. Soyuz TMA-20M | 149. Soyuz MS-21 |
| 10. Soyuz 11  | 30. Soyuz 31   | 50. Soyuz T-11   | 70. Soyuz TM-17 | 90. Soyuz TMA-3   | 110. Soyuz TMA-02M | 130. Soyuz MS-01   | 150. Soyuz MS-22 |
| 11. Soyuz 12  | 31. Soyuz 32   | 51. Soyuz T-12   | 71. Soyuz TM-18 | 91. Soyuz TMA-4   | 111. Soyuz TMA-22  | 131. Soyuz MS-02   | 151. Soyuz MS-24 |
| 12. Soyuz 13  | 32. Soyuz 33   | 52. Soyuz T-13   | 72. Soyuz TM-19 | 92. Soyuz TMA-5   | 112. Soyuz TMA-03M | 132. Soyuz MS-03   | 152. Soyuz MS-25 |
| 13. Soyuz 14  | 33. Soyuz 34   | 53. Soyuz T-14   | 73. Soyuz TM-20 | 93. Soyuz TMA-6   | 113. Soyuz TMA-04M | 133. Soyuz MS-04   | 153. Soyuz MS-26 |
| 14. Soyuz 15  | 34. Soyuz 35   | 54. Soyuz T-15   | 74. Soyuz TM-21 | 94. Soyuz TMA-7   | 114. Soyuz TMA-05M | 134. Soyuz MS-05   |                  |
| 15. Soyuz 16  | 35. Soyuz 36   | 55. Soyuz TM-2   | 75. Soyuz TM-22 | 95. Soyuz TMA-8   | 115. Soyuz TMA-06M | 135. Soyuz MS-06   |                  |
| 16. Soyuz 17  | 36. Soyuz T-2  | 56. Soyuz TM-3   | 76. Soyuz TM-23 | 96. Soyuz TMA-9   | 116. Soyuz TMA-07M | 136. Soyuz MS-07   |                  |
| 17. Soyuz 18a | 37. Soyuz 37   | 57. Soyuz TM-4   | 77. Soyuz TM-24 | 97. Soyuz TMA-10  | 117. Soyuz TMA-08M | 137. Soyuz MS-08   |                  |
| 18. Soyuz 18  | 38. Soyuz 38   | 58. Soyuz TM-5   | 78. Soyuz TM-25 | 98. Soyuz TMA-11  | 118. Soyuz TMA-09M | 138. Soyuz MS-09   |                  |
| 19. Soyuz 19  | 39. Soyuz T-3  | 59. Soyuz TM-6   | 79. Soyuz TM-26 | 99. Soyuz TMA-12  | 119. Soyuz TMA-10M | 139. Soyuz MS-10   |                  |
| 20. Soyuz 21  | 40. Soyuz T-4  | 60. Soyuz TM-7   | 80. Soyuz TM-27 | 100. Soyuz TMA-13 | 120. Soyuz TMA-11M | 140. Soyuz MS-11   |                  |

## Vuelos no tripulados
| Vuelos 1 - 5            | Vuelos 6 - 10  | Vuelos 11 - 15 | Vuelos 16 - 20 | Vuelos 21 - 25 | Vuelos 26 - 27 |
| ----------------------- | -------------- | -------------- | -------------- | -------------- | -------------- |
| 1. Cosmos 133           | 6. Cosmos 212  | 11.Cosmos 396  | 16.Cosmos 638  | 21.Soyuz 20    | 26. Soyuz TM-1 |
| 2. Fallo de lanzamiento | 7. Cosmos 213  | 12.Cosmos 434  | 17.Cosmos 656  | 22.Cosmos 869  | 27.Soyuz MS-14 |
| 3. Cosmos 140           | 8. Cosmos 238  | 13.Cosmos 496  | 18.Cosmos 670  | 23.Cosmos 1001 | 28.Soyuz MS-23 |
| 4. Cosmos 186           | 9. Soyuz 2     | 14.Cosmos 573  | 19.Cosmos 672  | 24.Cosmos 1074 |                |
| 5. Cosmos 188           | 10. Cosmos 379 | 15. Cosmos 613 | 20. Cosmos 772 | 25. Soyuz T-1  |                |

## Perfil de una misión

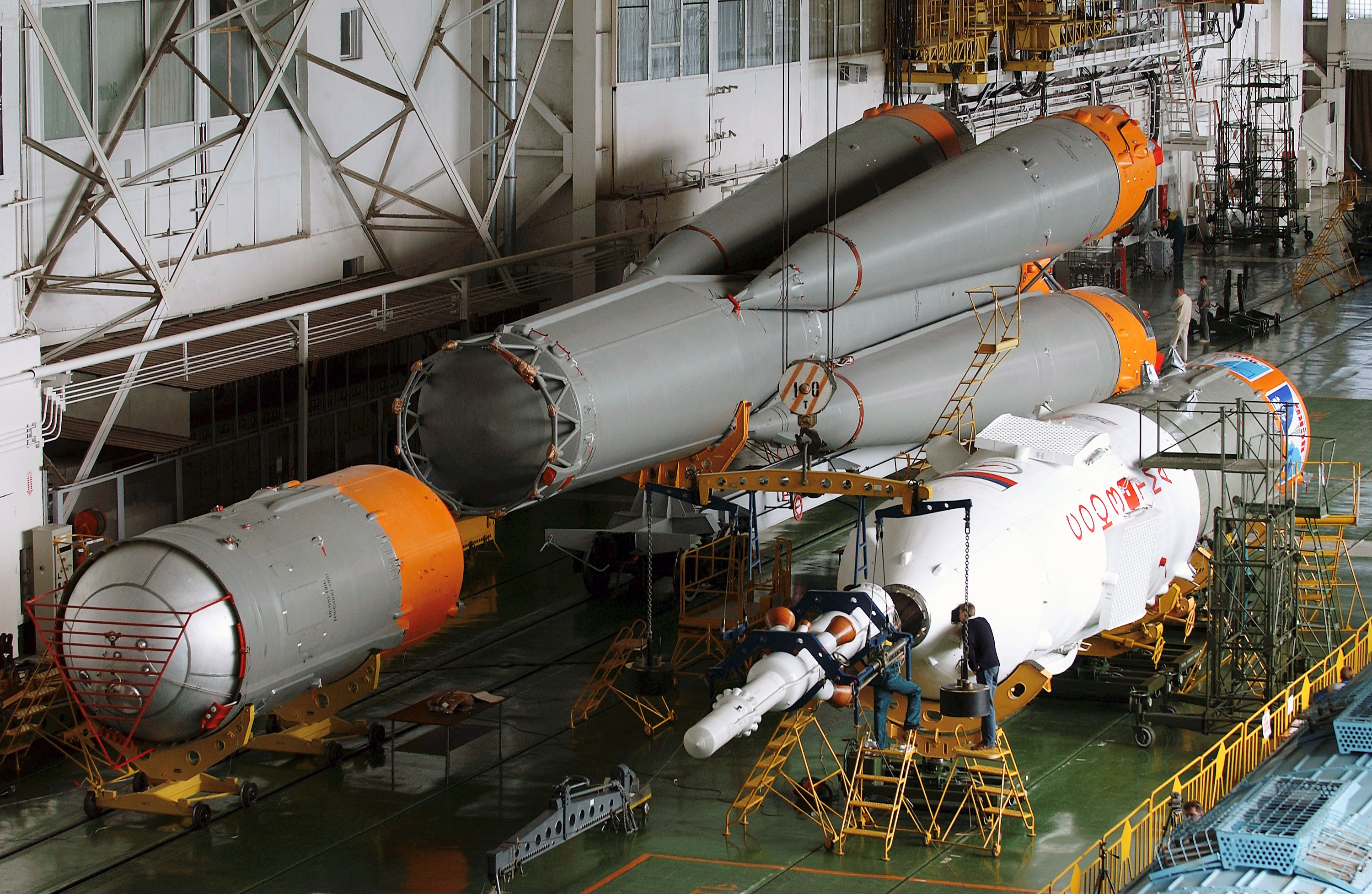
Ensamble del cohete Soyuz

Todas las naves Soyuz han sido lanzadas desde el Cosmódromo de Baikonur, actualmente en Kazajistán. La nave es enviada desde Moscú, donde es fabricada por la empresa RKK Energía. Una vez en el cosmódromo se llenan los tanques de combustible principales con ácido nítrico e hidrazina.
Posteriormente la nave pasa al edificio de ensamblaje horizontal, donde se finaliza la construcción de la nave y se inserta dentro de la cofia del cohete, estructura que protege a la nave durante los primeros minutos tras el despegue. Posteriormente, la nave en el interior de la cofia es llevada por ferrocarril a otro edificio donde es acoplada al resto del cohete Soyuz y se instala la torre de escape. A continuación, el cohete es transportado en posición horizontal mediante ferrocarril hasta una de las dos rampas de lanzamiento disponibles, aunque para viajes tripulados la mayoría utiliza la misma rampa desde donde partió el histórico vuelo de la Vostok 1 con Yuri Gagarin.
La tripulación llega a la rampa de lanzamiento en autobús llevando los trajes de presión Sokol y asciende en ascensor hasta el nivel superior. Unas dos horas antes del despegue acceden al interior de la nave por una escotilla situada en la cofia del cohete, escotilla que coincide con otra situada en el módulo orbital. Una vez dentro de la Soyuz, se introducen en la cápsula atravesando otra escotilla situada entre ambos módulos. Primero entra el Ingeniero de Vuelo, que se sienta en el asiento izquierdo, luego el Cosmonauta Investigador (si lo hay), ubicado en el asiento central y, por último, el Comandante, que ocupa el asiento de la derecha.

### Secuencia de lanzamiento

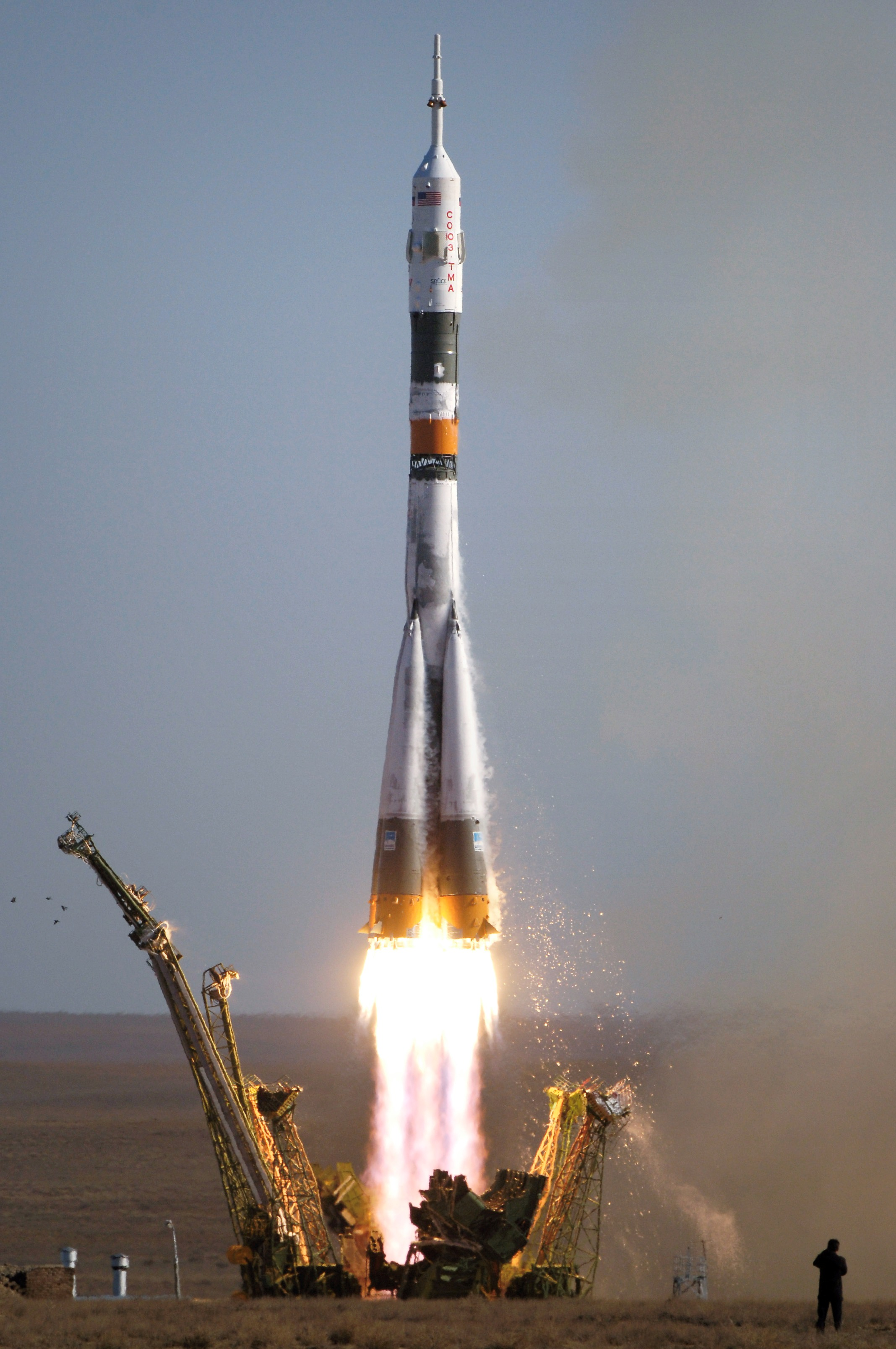
Despegue de la Soyuz TMA-9

- 30 minutos antes del despegue, las estructuras de servicio alrededor del cohete son retiradas
- 20 segundos antes del despegue se ejecuta la orden de lanzamiento, poniendo en funcionamiento los motores de la primera etapa. Cuando el empuje de los motores iguala al peso del cohete, las estructuras que lo sujetan a la altura de la tercera etapa se retiran y el cohete abandona la rampa. Durante los primeros minutos la tripulación experimenta unos 3g de aceleración.
- 115 segundos tras el despegue, a una altitud de 46 km, la torre de escape se separa. Poco después, a 49 km, los cuatro cohetes auxiliares de la primera etapa se separan, formando la comúnmente conocida como «cruz de Koroliov».
- 165 segundos después del lanzamiento, a unos 85 km, al haber superado las capas más densas de la atmósfera, la cofia protectora se desprende dejando la nave al descubierto.
- 288 segundos después del despegue la segunda etapa, el módulo central, se separa y se enciende la tercera etapa.
- Unos 520 segundos después del lanzamiento, la tercera etapa se apaga tras haber alcanzado la velocidad orbital de 8 km/s. A continuación, la nave Soyuz se separa y empieza su misión orbital, encendiendo los motores del módulo de servicio para ajustar y elevar su órbita.

### Regreso a la Tierra
Tras llevar a cabo su misión, normalmente acoplándose a una estación espacial, la Soyuz regresa a Tierra tras frenar su velocidad con los motores principales. El regreso dura aproximadamente una media hora. Diez minutos después del encendido de frenado, la nave gira 90° y se separan el módulo orbital y el módulo de servicio, que se destruirán luego en la atmósfera. La cápsula se orienta luego con el escudo térmico en la dirección del movimiento. Gracias a la forma de campana y a su centro de gravedad desplazado, la cápsula puede generar un poco de sustentación, reduciendo la aceleración experimentada durante la reentrada a unos 3-4g. En este caso, la posición de la cápsula se regula mediante pequeños cohetes de peróxido de hidrógeno. En caso de emergencia, la cápsula es capaz de reentrar de forma balística directamente, lo que implica una mayor aceleración para la tripulación. Entre los 80 y 40 km de altura se produce el mayor calentamiento del escudo térmico y debido al plasma que se forma alrededor de la cápsula se interrumpen momentáneamente las comunicaciones por radio.
A 10 km de altura se despliega un paracaídas de frenado que disminuye la velocidad de unos 250 a 90 m/s, permitiendo el despliegue del paracaídas principal unos 20 segundos después. El paracaídas principal alcanza su máxima extensión a unos 5 km de altura y frena la cápsula hasta los 6 m/s. Entonces el escudo térmico se separa para dejar al descubierto unos retrocohetes de combustible sólido, que son activados a 1,5 metros de altura mediante un altímetro de rayos gamma, frenando el descenso hasta una velocidad final de 2-3 m/s.

## Galería de imágenes

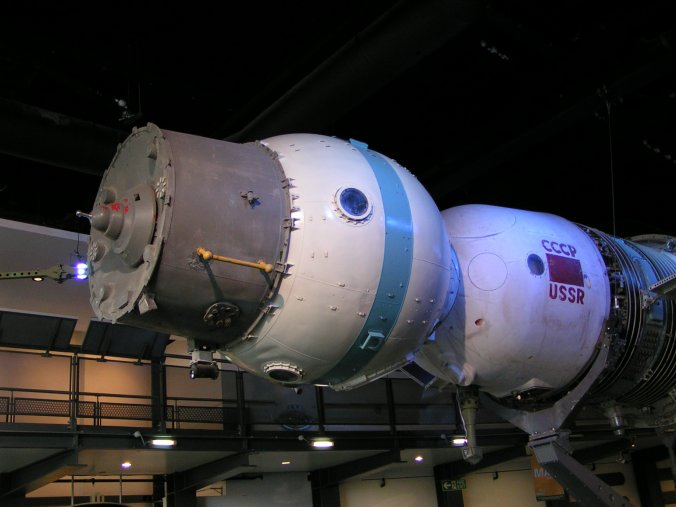
Una Soyuz 7K-OK inicial en el National Space Centre en Leicester, Inglaterra
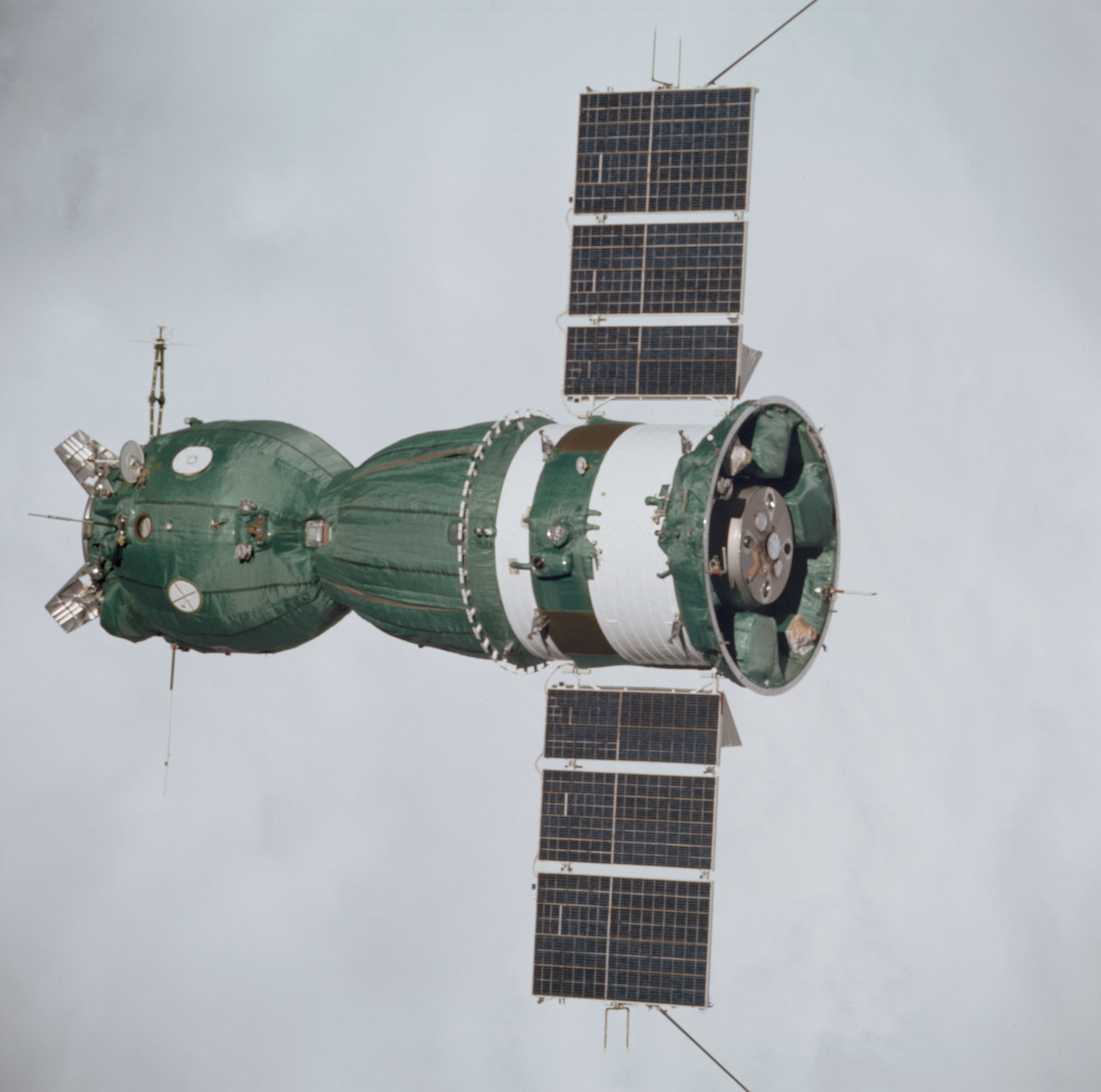
Nave espacial Soyuz 19 en el Proyecto de pruebas Apolo-Soyuz
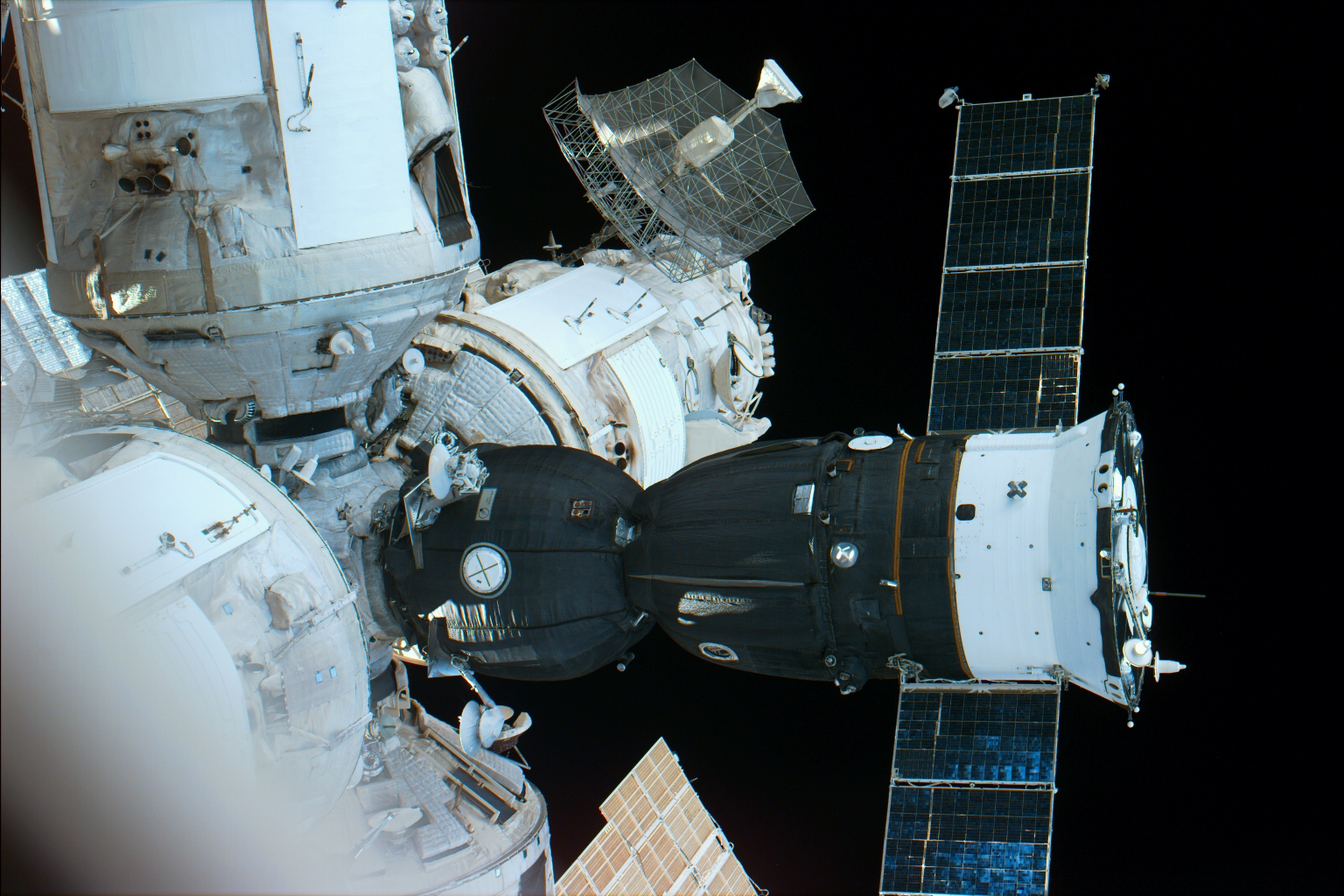
Soyuz TM atracada a la Mir
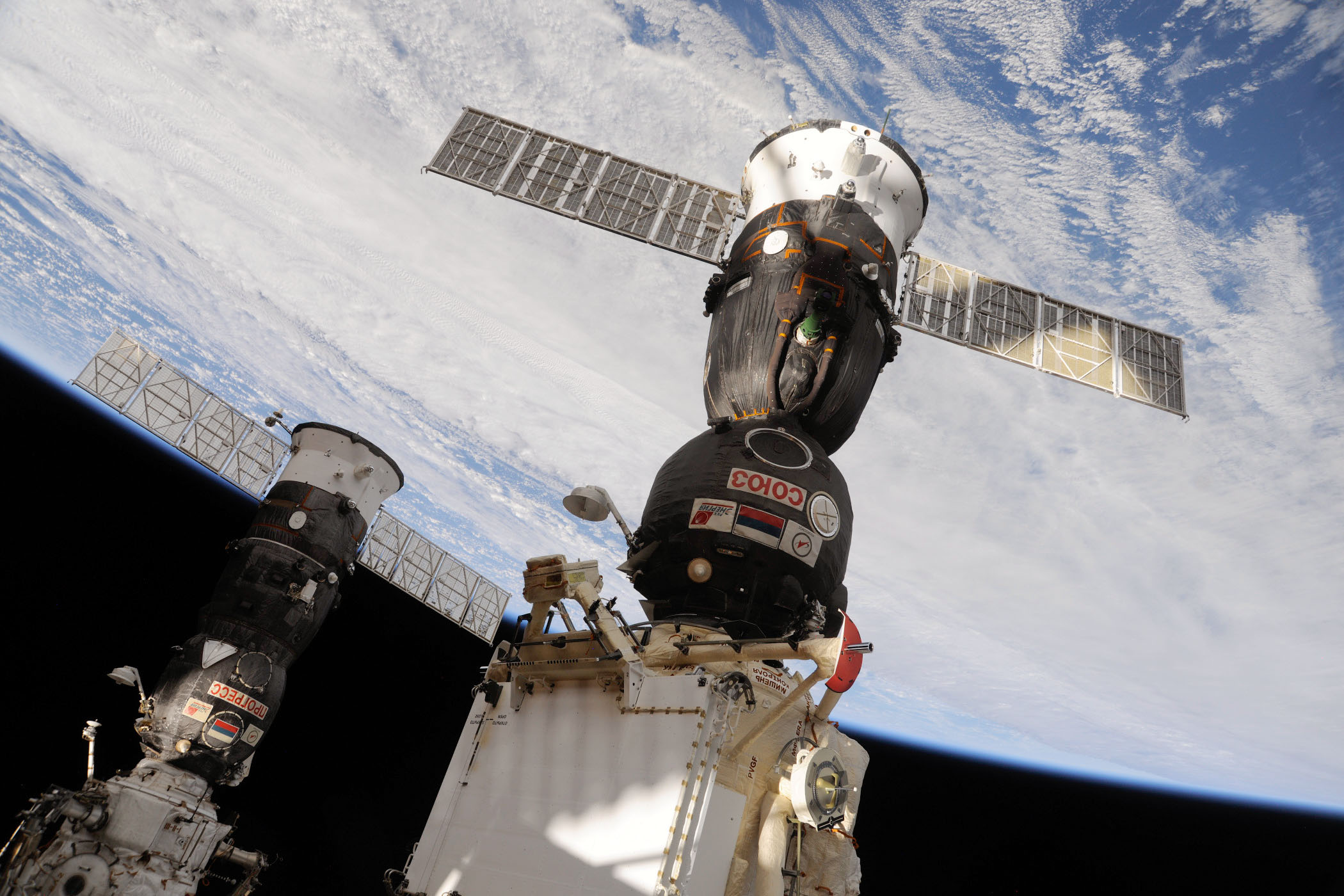
Soyuz TMA-19 atracada a la ISS
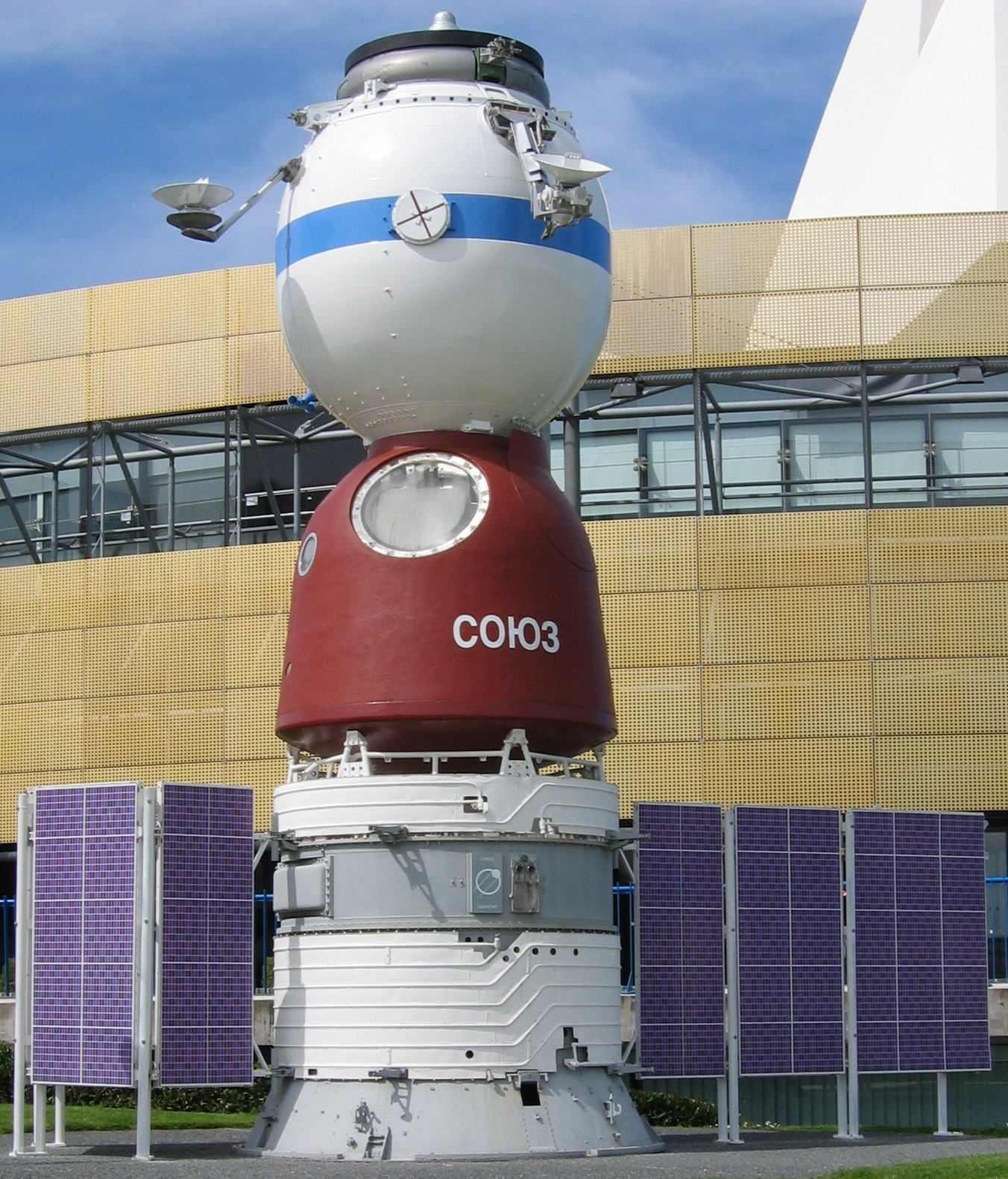
Nave espacial Soyuz
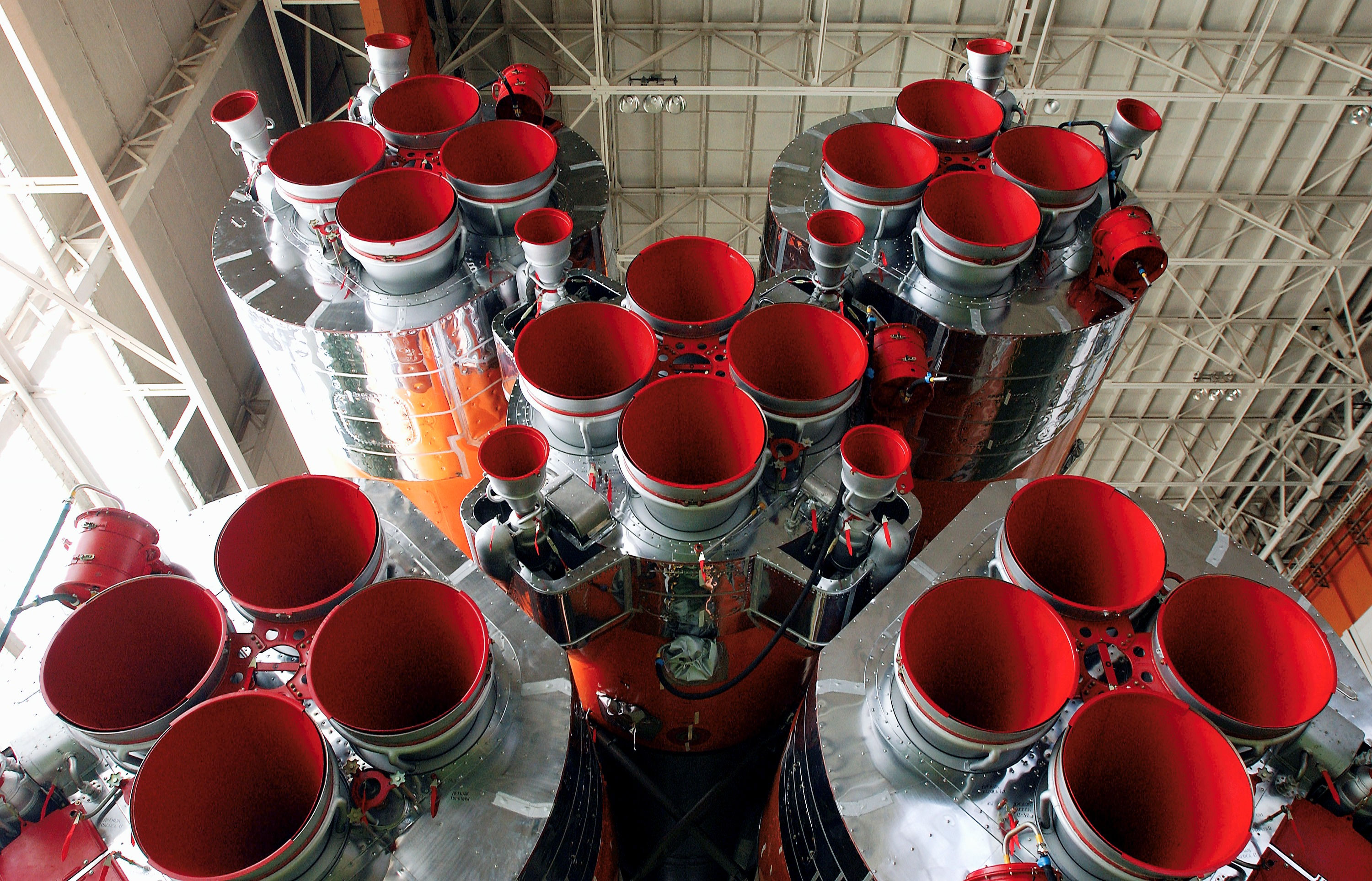
Motores del lanzador Soyuz
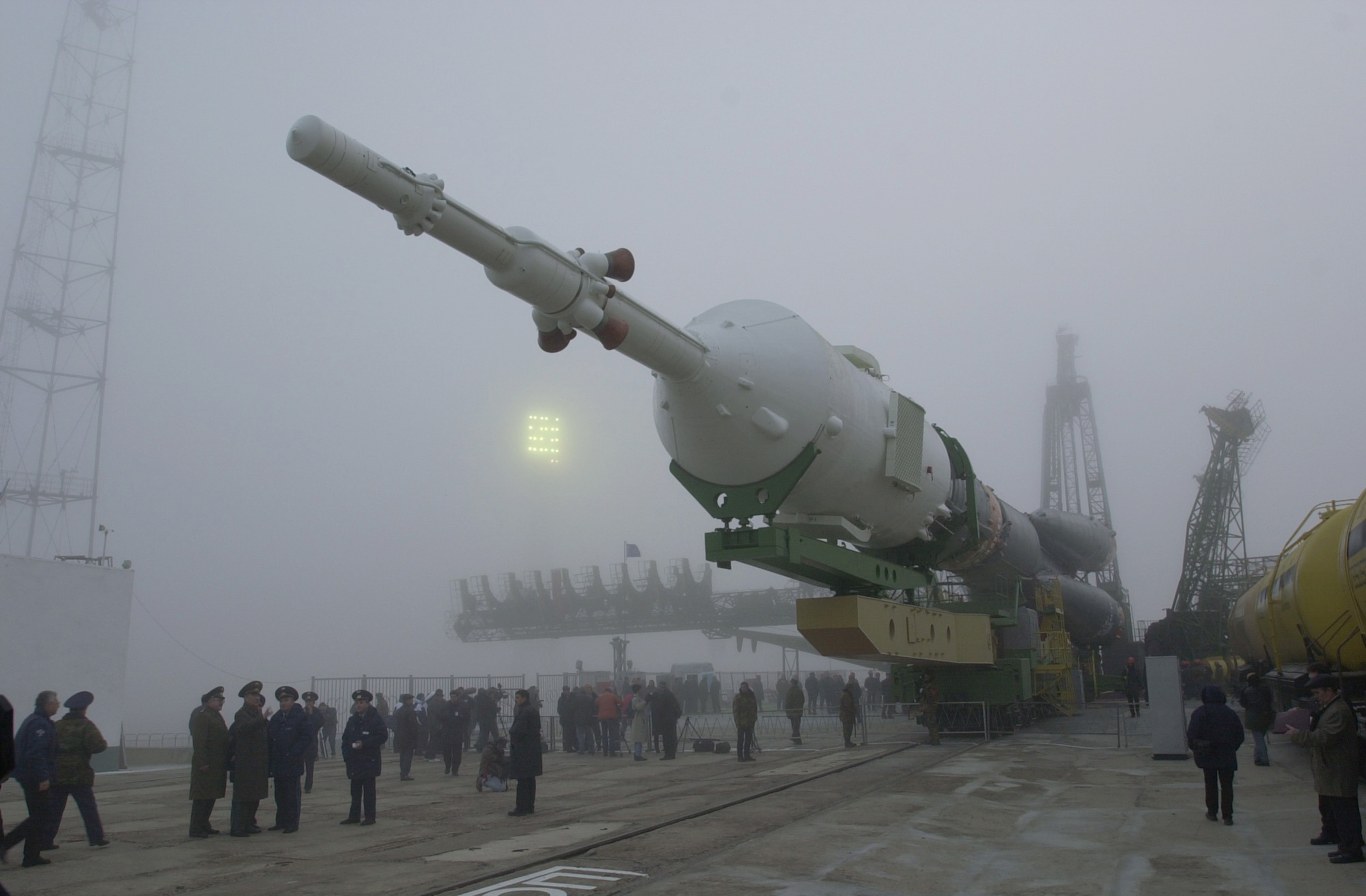
Soyuz TM-31 transportada a la rampa de lanzamiento el 29 de octubre del 2000
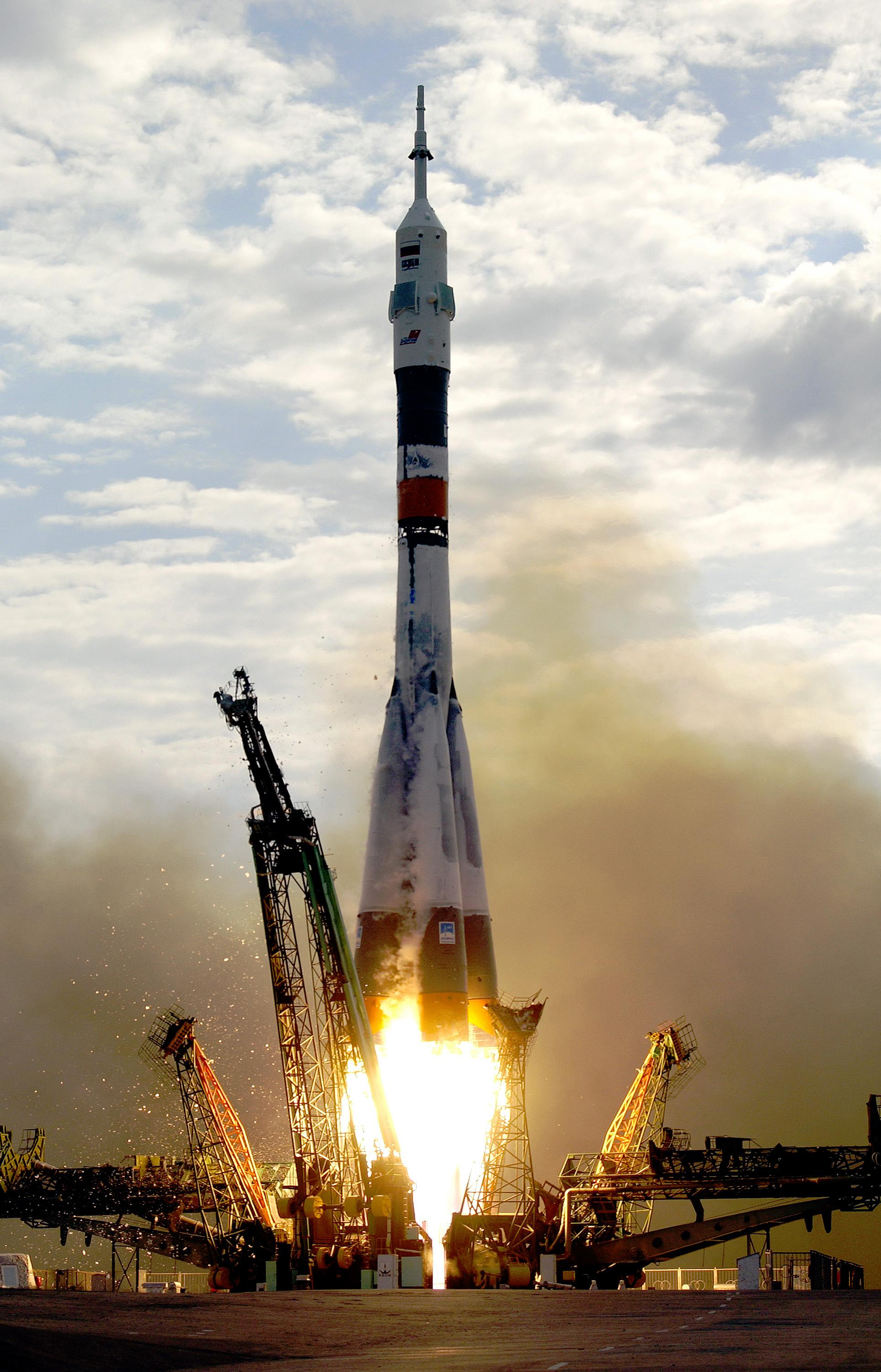
Lanzamiento de la Soyuz TMA-2 desde Baikonur el 26 de abril de 2003
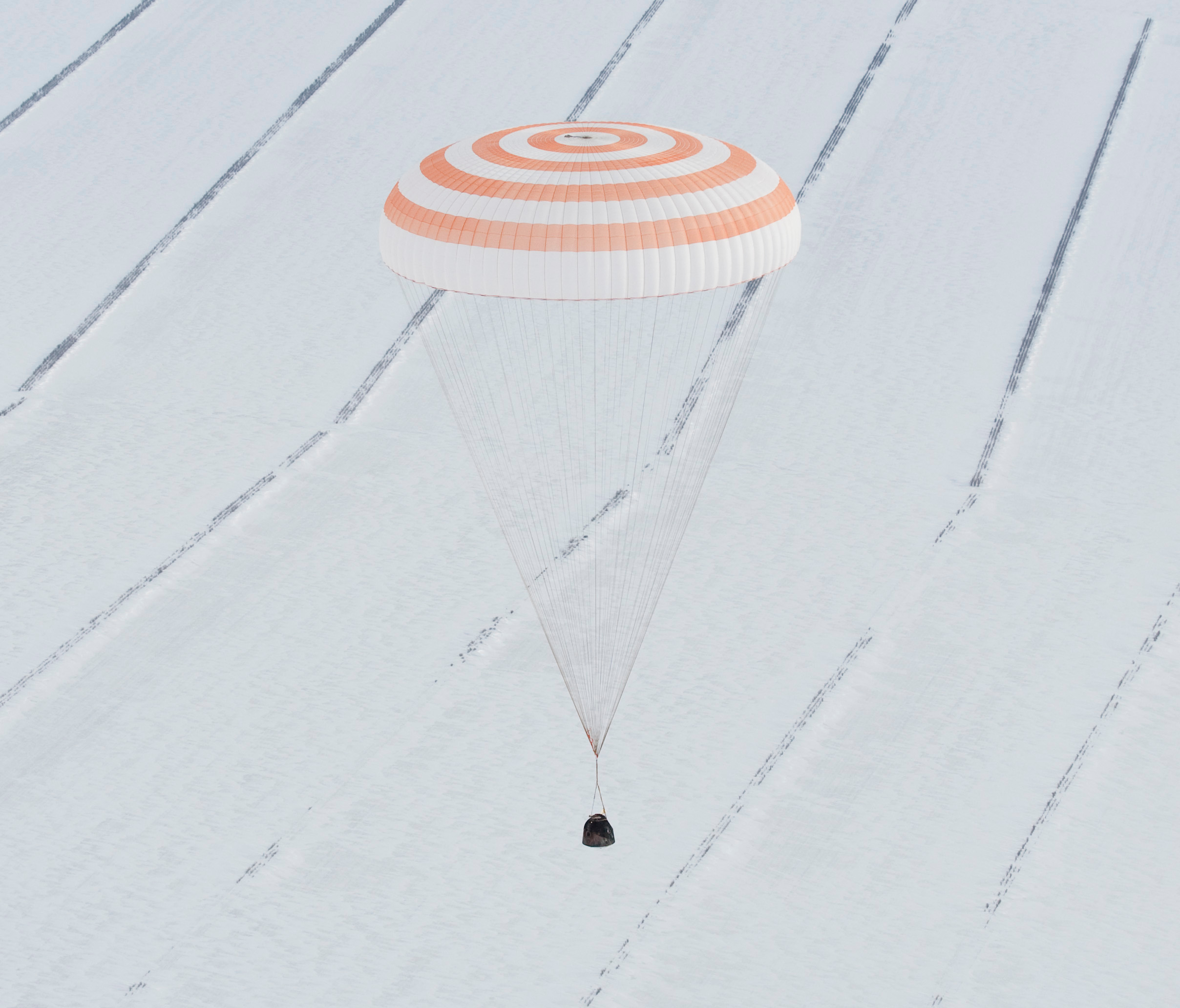
Aterrizaje de la Soyuz TMA-16
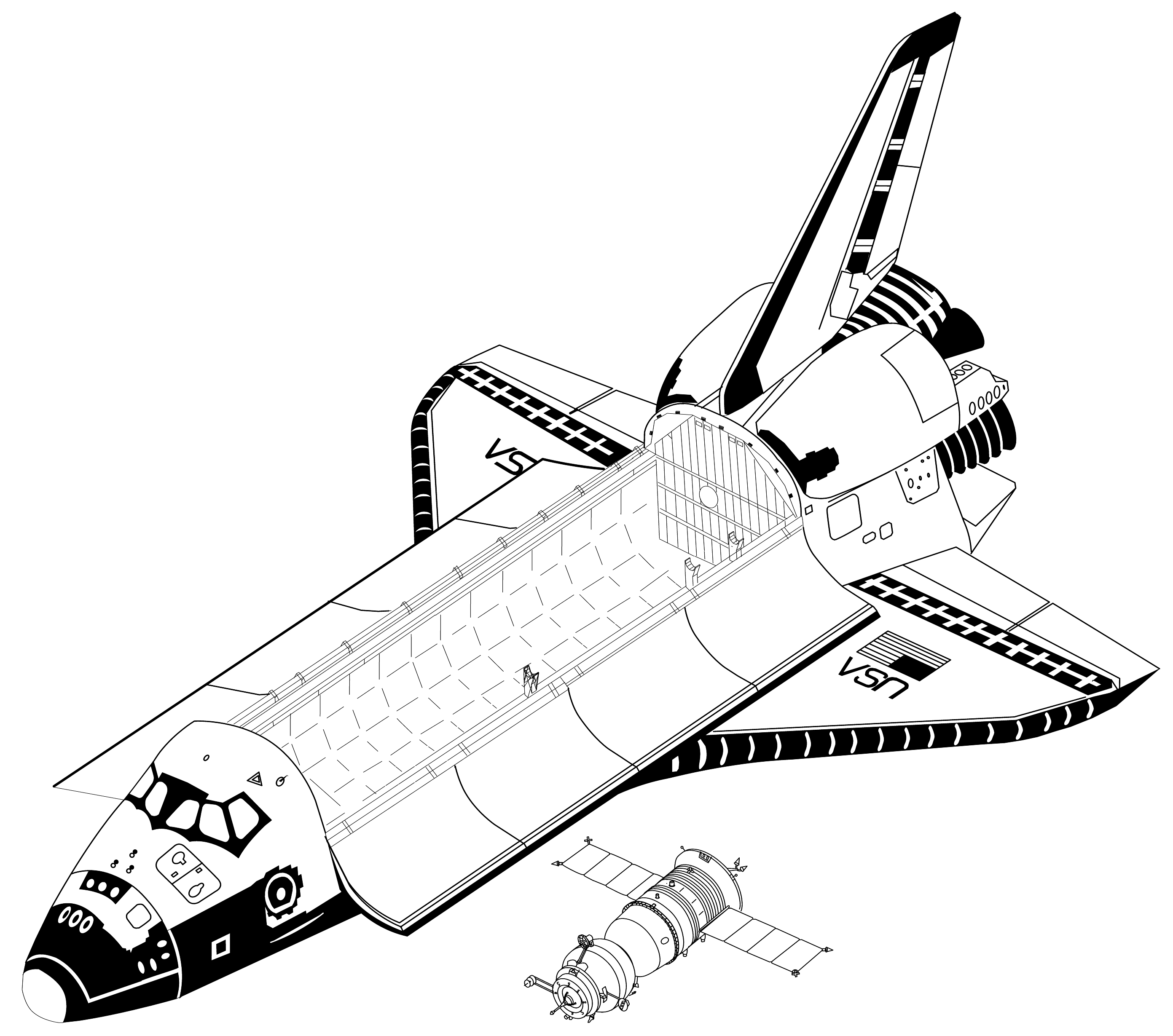
Comparación entre el Space Shuttle Orbiter y el Soyuz-TM
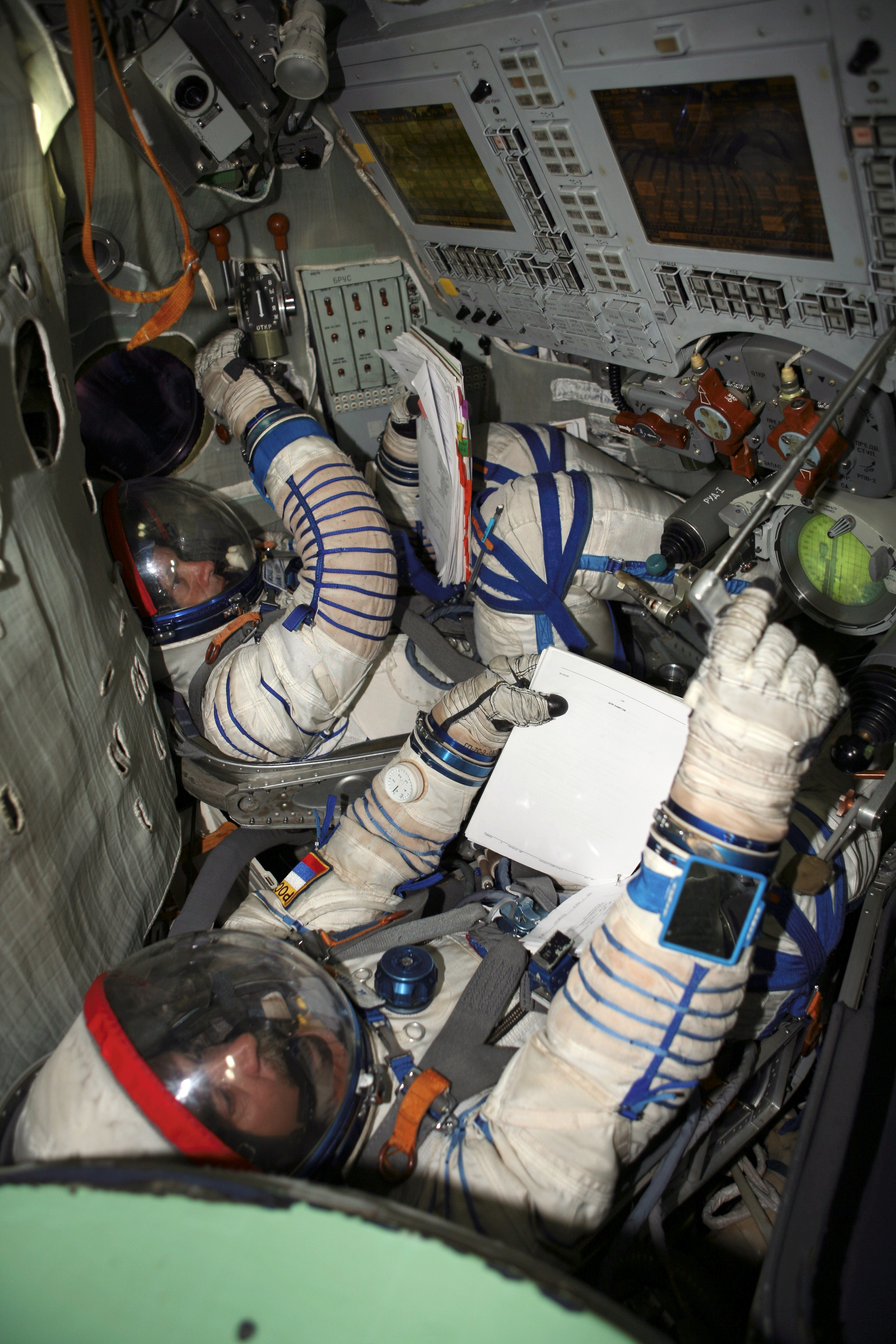
Sesión de entrenamiento en un simulador Soyuz